# AC Mailand
Die Associazione Calcio Milan, kurz AC Milan oder Milan, im deutschen Sprachraum auch bekannt als die oder der AC Mailand, ist ein 1899 gegründetes italienisches Fußballunternehmen aus der lombardischen Hauptstadt Mailand.
Weitere Bezeichnungen sind I Rossoneri („Die Rot-Schwarzen“) und Il Diavolo („Der Teufel“).
Die AC Milan zählt zu den erfolgreichsten Fußballvereinen der Welt – mit 19 nationalen Meistertiteln, fünf nationalen Pokalsiegen, dem siebenmaligen Gewinn des Europapokals der Landesmeister bzw. der UEFA Champions League, dem viermaligen Gewinn des Weltpokals, zwei Erfolgen im Europapokal der Pokalsieger und fünf Siegen im UEFA Super Cup.
Seine Heimspielstätte, das auch unter dem ehemaligen Namen San Siro bekannte Giuseppe-Meazza-Stadion, teilt sich der Klub mit dem Stadtrivalen Inter Mailand.

## Geschichte

### Gründung und frühe Jahre (1899–1929)

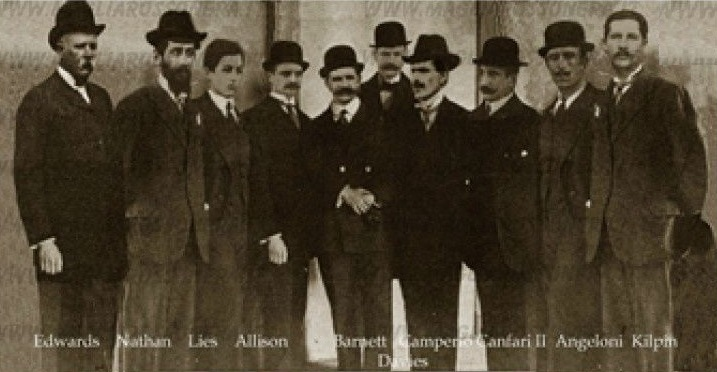
Gründerväter der Associazione Calcio Milan (1899)

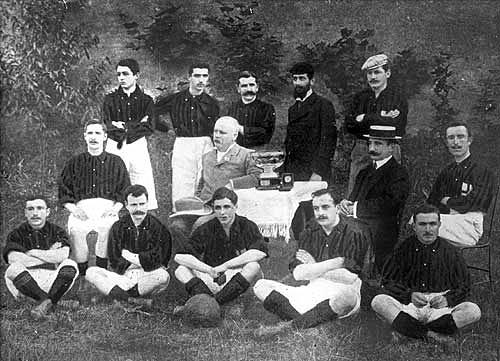
Die Meistermannschaft der AC Milan im Jahr 1901

Die Associazione Calcio Milan wurde am 16. Dezember 1899 als Mailänder Fußball- und Cricketklub (Milan Cricket and Football Club) unter der Leitung von Alfred Edwards und Herbert Kilpin gegründet. Edwards, ein ehemaliger britischer Vizekonsul, wurde der erste gewählte Präsident des Vereins. Anfangs bestand neben der Fußballsparte kurzzeitig auch eine Cricketabteilung, die von Edward Berra geleitet wurde. Die offiziellen Vereinsfarben rot und schwarz wurden von Mitgründer und Trainer Herbert Kilpin gewählt. In diesen Jahren entwickelte sich in Italien gerade ein erster geordneter Spielbetrieb auf Landesebene, in dem sich Milan schnell profilierte. Bereits 17 Monate nach der Vereinsgründung, am 5. Mai 1901, setzte sich die Mannschaft aus der Lombardei mit einem 3:0 nach Verlängerung im Meisterschaftsendspiel gegen den CFC Genua durch und errang den ersten Titelgewinn.
Zwischenzeitlich wurden zwei weitere Meistertitel errungen, als 1908 einige Mitglieder den Verein verließen, um den heutigen Lokalrivalen Inter Mailand zu gründen. In den folgenden Jahren konnte die AC Milan mit der neuen Mannschaft nicht mehr an die Erfolge der ersten neun Jahre anknüpfen. Erst im Jahr 1915 erreichte die Mannschaft wieder die Endrunde, die wegen des Kriegsbeginns aber nicht mehr zu Ende gespielt wurde. Während der Kriegsjahre wurde in einigen Regionen noch Fußball gespielt, und Milan trat im näheren Umland gegen andere Mailänder Vereine an. Ab 1929 etablierte man sich schließlich in der neu gegründeten italienischen 1. Liga.

### Nach dem Zweiten Weltkrieg (1949–1960)
| Saisondaten 1949–1960 |       |        |        |                                   |
| Saison                | Platz | Tore   | Punkte | International                     |
| Serie A 1949/50       | 02.   | 118:45 | 57:19  |                                   |
| Serie A 1950/51       | 01.   | 107:39 | 60:16  | Sieger im Coupe Latine            |
| Serie A 1951/52       | 02.   | 87:41  | 53:23  |                                   |
| Serie A 1952/53       | 03.   | 64:34  | 43:25  | Sieger im Coupe Latine            |
| Serie A 1953/54       | 03.   | 66:39  | 44:24  |                                   |
| Serie A 1954/55       | 01.   | 81:35  | 48:20  |                                   |
| Serie A 1955/56       | 02.   | 70:48  | 41:27  | Halbfinale im Landesmeister-Pokal |
| Serie A 1956/57       | 01.   | 65:40  | 48:20  | 3. Platz im Coupe Latine          |
| Serie A 1957/58       | 9.    | 61:47  | 32:36  | Finale im Landesmeister-Pokal     |
| Serie A 1958/59       | 01.   | 84:32  | 52:16  |                                   |
| Serie A 1959/60       | 03.   | 56:37  | 44:24  | 1. Runde im Landesmeister-Pokal   |

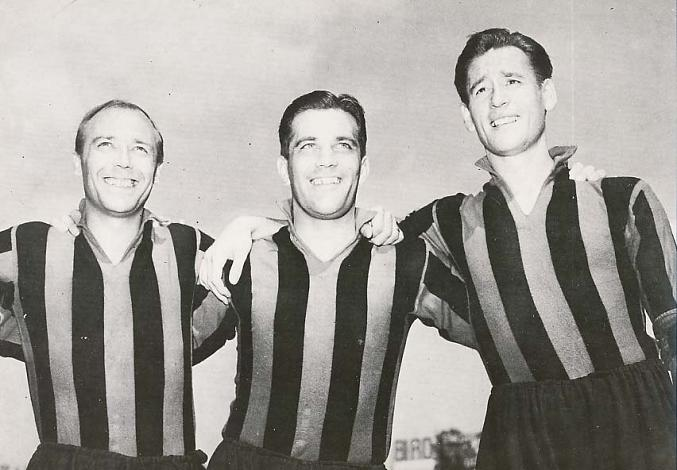
Gre-No-Li

Nach dem Zweiten Weltkrieg verstärkten sich die Rossoneri mit den schwedischen Spielern Gunnar Gren, Gunnar Nordahl und Nils Liedholm, die als Gre-No-Li bekannt wurden, und fanden zu alter Spielstärke zurück. Die Defensive wurde um Cesare Maldini herum aufgebaut und von Kapitän Andrea Bonomi angeführt; mit der Treffsicherheit des Torjägers Nordahl konnte Milan 1951 die vierte Meisterschaft feiern. Als Mitte der 50er Jahre zudem die Südamerikaner Juan Schiaffino und José Altafini zum Verein stießen, wurde die Überlegenheit in der italienischen Liga immer deutlicher. Bis End der 1950er Jahre wurde in der Serie A bis auf eine Ausnahme stets einer der ersten drei Tabellenplätze erreicht, wobei es allein vier Meistertitel zu bejubeln gab.
Im seit 1958 wieder ausgespielten Italienischen Fußball-Pokal blieben die Erfolge sehr übersichtlich. So schied man außer 1958 immer im ersten Spiel aus. 1958 schaffte man immerhin den Sprung ins Viertelfinale, wo man jedoch am FC Bologna scheiterte.
International konnte man sich hingegen ebenso regelmäßig wie in der nationalen Meisterschaft behaupten. 1951 wurde die Coupe Latine, ein Pokalwettbewerb für Vereinsmannschaften aus Frankreich, Italien, Spanien, Portugal und anderen Staaten mit romanischer Sprache, nach Mailand geholt, als man im Finalspiel den OSC Lille schlug. 1953 wiederholte man diesen Erfolg durch einen Finalsieg gegen Athletic Bilbao. Im neu geschaffenen Europapokal der Landesmeister konnte man in der Erstauflage bis ins Halbfinale stürmen, wo man nur knapp am späteren Pokalsieger Real Madrid scheiterte. 1958 schaffte man den Sprung ins Finale, scheiterte jedoch nach zweimaliger Führung wieder an den Spaniern.

### Aufstieg zur europäischen Spitzenmannschaft (1960–1969)

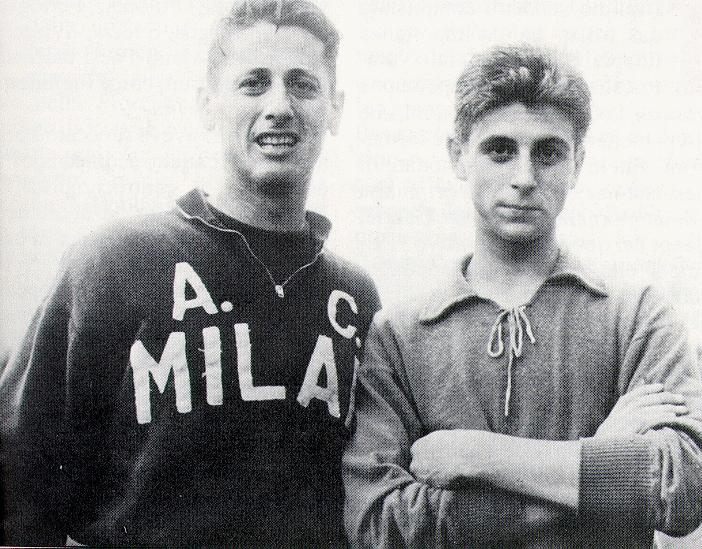
Juan Schiaffino und Gianni Rivera (1960)

Nach der Saison 1960/61 wurde Nereo Rocco vom Sportdirektor Giuseppe Viani als Trainer verpflichtet. Viani hatte vormals selbst als Trainer fungiert und mit Milan einen Titel errungen, jedoch einen Herzinfarkt erlitten und sich nun auf eine Rolle als Sportdirektor zurückgezogen. Mit Rocco und dem Neuzugang Gianni Rivera als prägendem Mittelfeldspieler gewann Milan vier nationale Titel. Aber auch auf internationaler Ebene konnte man weiterhin Erfolge feiern. Nachdem die Italiener 1956 und 1958 im Halbfinale bzw. im Finale des Europapokals der Landesmeister jeweils am spanischen Vertreter Real Madrid gescheitert waren, errangen sie schließlich am 22. Mai 1963 mit einem 2:1-Endspielsieg gegen Benfica Lissabon erstmals den bedeutendsten europäischen Titel.
Den Gewinn des Weltpokals verpasste man allerdings, nachdem man gegen den Gewinner der ösüdamerikanischen Klubmeisterschaft FC Santos im entscheidenden Spiel mit 0:1 unterlegen war. Zuvor konnten beide Mannschaften zuhause ihren Gegner jeweils mit 4:2 bezwingen.

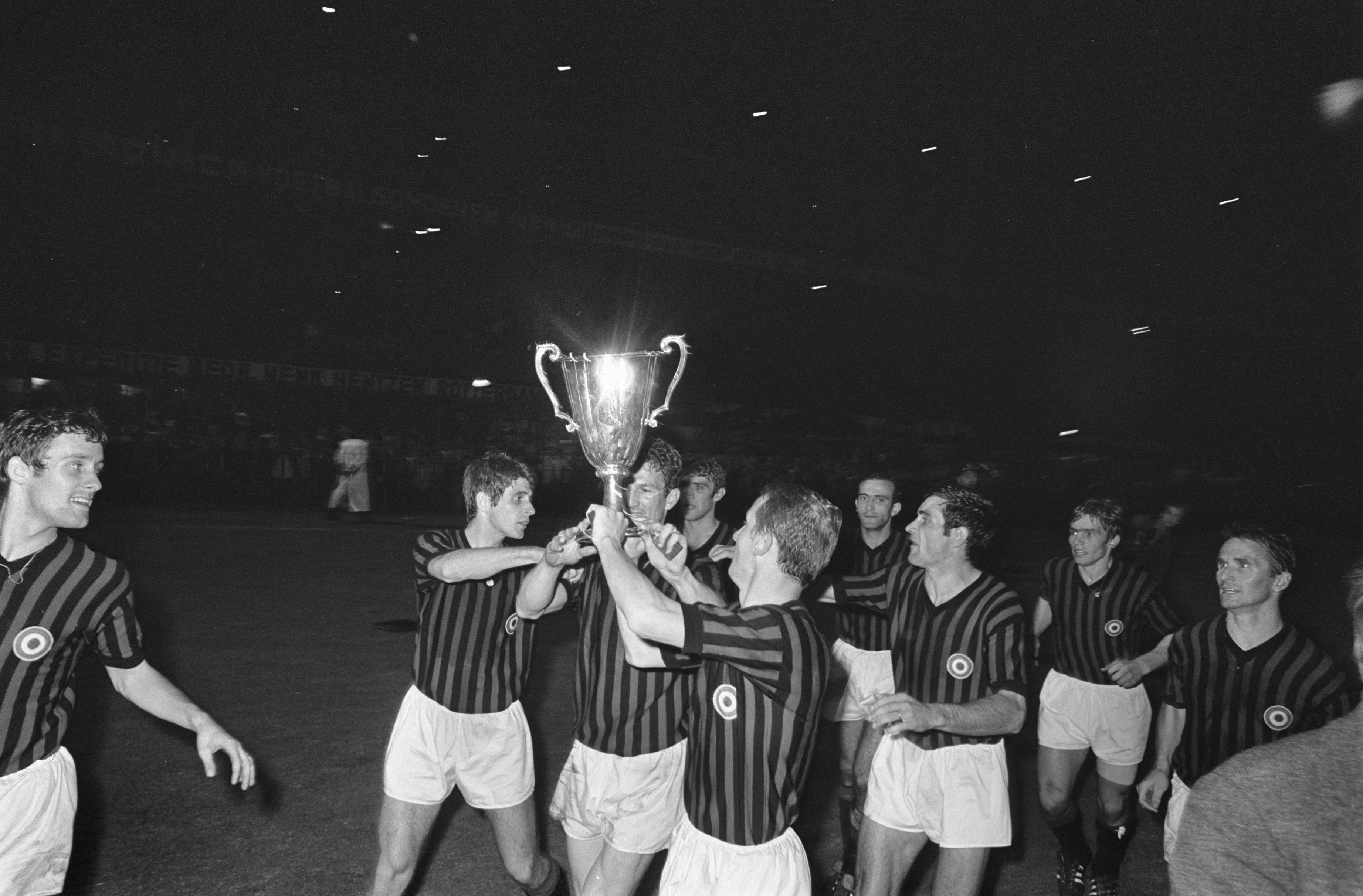
Milan nach dem Gewinn des Europapokal der Pokalsieger 1967/68

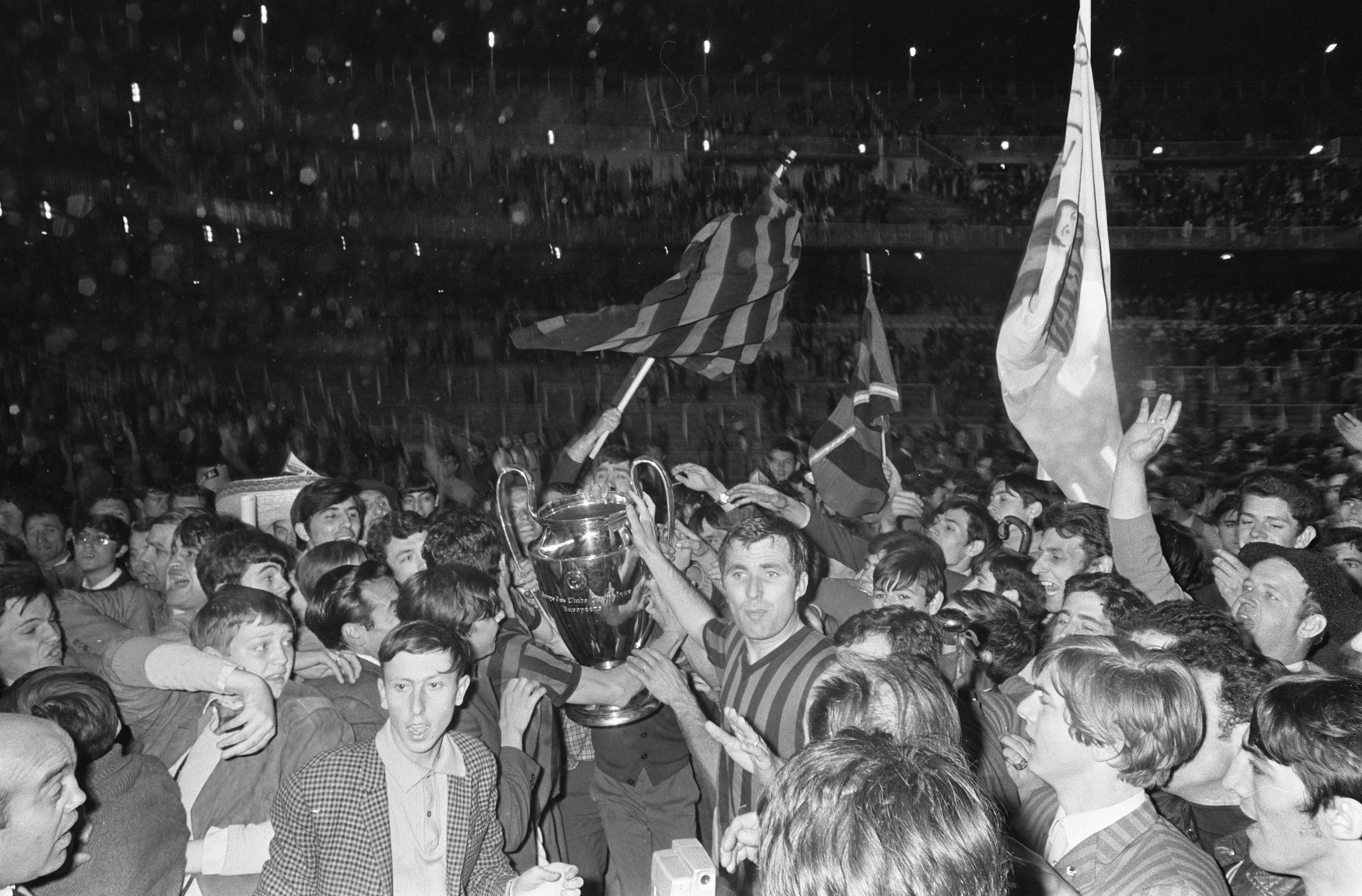
Die Mannschaft feiert mit Anhängern den Gewinn des Europapokals der Landesmeister 1968/69

1964 schied die AC Milan als Titelverteidiger bereits im Viertelfinale gegen den späteren Finalisten Real Madrid aus. Jedoch konnte man 1967 zum ersten Mal in der Vereinsgeschichte den nationalen Pokalwettbewerb gewinnen, im Finale der Coppa Italia wurde Calcio Padova mit 1:0 geschlagen. Nachdem 1964 und 1965 jeweils der Stadtrivale Inter sowohl den Europapokal der Landesmeister als auch den Weltpokal hatte gewinnen können und somit in der Anzahl der Erfolge an Milan vorbeigezogen war, folgte 1968 schließlich der zweite große internationale Triumph für die Rossoneri, als sie gegen den deutschen Vertreter Hamburger SV den Europapokal der Pokalsieger gewinnen konnten. Ein Jahr später gewann die AC Milan zum zweiten Mal den Europapokal der Landesmeister. Dabei schlugen sie die Mannschaft von Ajax Amsterdam deutlich mit 4:1. Diesmal blieben die Mailänder auch im Duell gegen den Vertreter aus Südamerika Sieger und gewannen somit erstmals den Weltpokal. Dabei setzten sie sich gegen den Vorjahressieger Estudiantes de La Plata aus Argentinien durch, als sie nach einem deutlichen 3:0-Heimerfolg im Rückspiel knapp mit 1:2 unterlagen. Der europäische Vereinstitel konnte aber wiederum nicht verteidigt werden, da man in der darauf folgenden Saison schon im Achtelfinale gegen den späteren Turniersieger Feyenoord Rotterdam ausschied.
Nachdem man 1972 im Finale gegen die SSC Neapel zum zweiten Mal den nationalen Pokal hatte gewinnen können, war man 1973 ebenfalls zum zweiten Mal den Pokalsiegerwettbewerb siegreich. Dabei wurde im Endspiel die Mannschaft von Leeds United bezwungen. Ein Jahr später konnte man die Coppa Italia im Finalspiel gegen Juventus Turin verteidigen. Auch im Pokal der Pokalsiegerwettbewerb stand man erneut im Finale, verlor jedoch überraschend mit 0:2 gegen den Pokalsieger aus der DDR, den 1. FC Magdeburg.
Ende der 70er Jahre wurden weitere Erfolge gefeiert, so konnte man 1977 zum vierten Mal den nationalen Pokalwettbewerb für sich entscheiden, dabei schlug Milan im Final den Erzrivalen Inter Mailand mit 2:0.
Im Jahr 1979, Gianni Riveras letzter Saison, gewann die AC Milan zum zehnten Mal die Meisterschaft, nach dem letzten Spieltag stand man vor dem AC Perugia und Juventus Turin auf Platz 1 der Tabelle.
1980 endete die Erfolgsserie abrupt, als der Klub zusammen mit Lazio Rom wegen illegaler Wettgeschäfte vom italienischen Fußballverband zum Zwangsabstieg in die Serie B verurteilt wurde. Auch wenn Milan umgehend der Wiederaufstieg gelang, erholte sich der Verein nur langsam und musste im Jahr darauf erneut den Weg in die zweite Liga antreten. Nach dem neuerlichen Abstieg in die Serie B gelang wiederholt der sofortige Wiederaufstieg in die oberste Spielklasse. Unter anderem wurde dies erreicht, da Lokalrivale Inter den Rossoneri drei Spieler auslieh, da Milan zu dieser Zeit nicht über die finanziellen Mittel verfügte, eine schlagkräftige Mannschaft aufzustellen.

### Sacchis „Gli Immortali“ (1986–1990)
| Saisondaten 1986–1990 |       |       |        |                                      |
| Saison                | Platz | Tore  | Punkte | International                        |
| Serie A 1985/86       | 07.   | 26:24 | 31:29  | UEFA-Pokal 1. Runde                  |
| Serie A 1986/87       | 06.   | 31:21 | 35:25  |                                      |
| Serie A 1987/88       | 01.   | 43:14 | 45:15  | UEFA-Pokal 2. Runde                  |
| Serie A 1988/89       | 03.   | 61:25 | 46:22  | Europapokal der Landesmeister-Sieger |
| Serie A 1989/90       | 02.   | 56:27 | 49:19  | Europapokal der Landesmeister-Sieger |

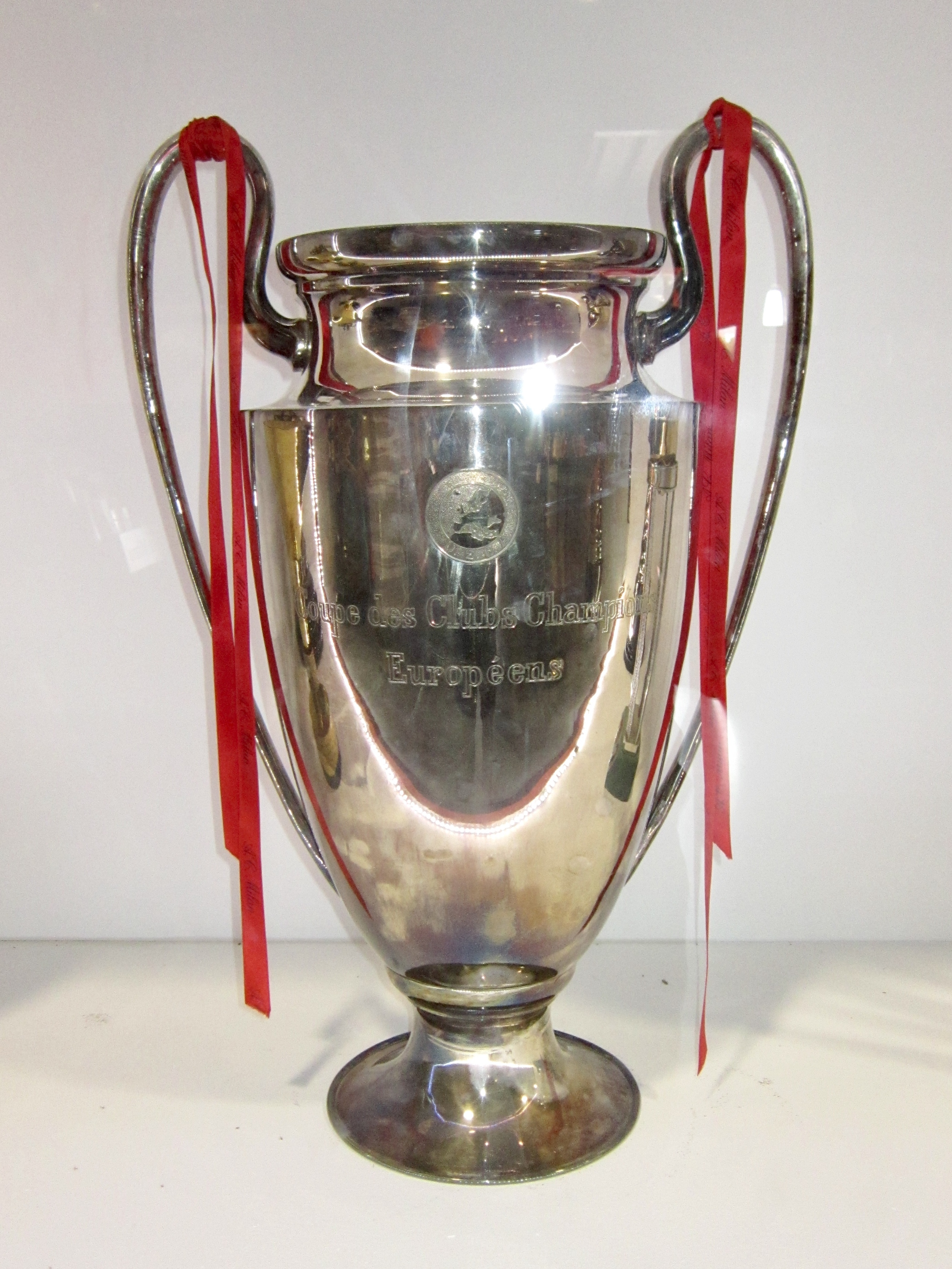
Die Trophäe des Europapokals der Landesmeister 1988/89 im San Siro Museum

Als der italienische Unternehmer Silvio Berlusconi 1986 die Aktienmehrheit am Verein erwarb, fand die AC Milan wieder in die Erfolgsspur zurück. Die Mannschaft erfuhr einen erheblichen Neuaufbau, dabei wurde mit Arrigo Sacchi ein Trainer verpflichtet, welcher einen offensiven Fußball bevorzugte. Neben Roberto Donadoni wurden die Niederländer Ruud Gullit, Marco van Basten und Frank Rijkaard verpflichtet. Neben diesen offensiven Spielern und den beiden Verteidigern Franco Baresi und Paolo Maldini entwickelte sich eine schlagkräftige Mannschaft, welche ab Ende der achtziger Jahre den europäischen Vereinsfußball zu dominieren begann.
Während dieser Zeit wurde das Team Gli Immortali („Die Unsterblichen“) genannt. Dabei gewann Milan 1988 zum elften Mal die Meisterschaft; 1989 gewann man den Europapokal der Landesmeister, den Europäischen Supercup und den Weltpokal. In der nationalen Meisterschaft hingegen musste man sich am Saisonende mit dem dritten Rang hinter dem Stadtrivalen Inter und dem SSC Neapel begnügen.
1990 gelang Sacchis Mannschaft die erfolgreiche Titelverteidigung im Europapokal der Landesmeister. In der heimischen Liga musste man sich jedoch auch in diesem Jahr geschlagen geben und belegte hinter dem von Maradona angeführten SSC Neapel in der Endabrechnung Platz zwei.

### Capellos „Gli Invincibili“ (1991–1996)
| Saisondaten 1991–2000 |       |       |        |                                             |
| Saison                | Platz | Tore  | Punkte | International                               |
| Serie A 1990/91       | 02.   | 46:19 | 46:19  | Europapokal der Landesmeister Viertelfinale |
| Serie A 1991/92       | 01.   | 74:21 | 56:12  |                                             |
| Serie A 1992/93       | 01.   | 65:32 | 50:18  | UEFA-Champions-League-Finale                |
| Serie A 1993/94       | 01.   | 36:15 | 50:18  | UEFA-Champions-League-Sieger                |
| Serie A 1994/95       | 04.   | 53:32 | 60     | UEFA Champions-League-Finale                |
| Serie A 1995/96       | 01.   | 60:24 | 73     | UEFA-Pokal-Viertelfinale                    |
| Serie A 1996/97       | 11.   | 43:44 | 43     | UEFA-Champions-League-Gruppenphase          |
| Serie A 1997/98       | 10.   | 37:43 | 44     |                                             |
| Serie A 1998/99       | 01.   | 59:34 | 70     |                                             |
| Serie A 1999/2000     | 03.   | 65:40 | 61     | UEFA-Champions-League-Gruppenphase          |
| Serie A 2000/01       | 06.   | 56:46 | 49     | UEFA-Champions-League 2. Gruppenphase       |

1991 verließ Arrigo Sacchi den Verein, um die italienische Fußballnationalmannschaft zu trainieren. Auch unter seinem Nachfolger Fabio Capello, blieb die AC Milan erfolgreich. Mit Zvonimir Boban und Dejan Savićević sowie Jean-Pierre Papin wurden weitere Weltklassespieler verpflichtet. Doch wie schon im Jahr zuvor reichte es in der nationalen Meisterschaft wieder nur für den zweiten Platz. Diesmal musste man der Mannschaft von Sampdoria Genua den Vortritt lassen. Auch im Europacup scheiterte Milan bereits im Viertelfinale gegen den späteren Finalisten, dem französischen Meister Olympique Marseille: Nachdem der Titelverteidiger als Gastgeber im ersten Spiel nicht über ein Unentschieden hinausgekommen war, musste das Rückspiel in Marseille unbedingt gewonnen werden. Als beim Stand von 1:0 für die Franzosen kurz vor Schluss im Stadion die Flutlichtanlage ausfiel, nahmen das die Italiener zum Anlass, das Spiel abzubrechen. Daraufhin wurde der Verein für sein eigenmächtiges Handeln für ein Jahr von allen europäischen Klubwettbewerben ausgeschlossen.
In der Saison 1991/92 konnte man nach vier Jahren wieder den Scudetto gewinnen. Bezeichnet als Gli Invicibili („Die Unbesiegbaren“), spielte Capellos Mannschaft sehr offensiven Fußball und blieb dabei die gesamte Saison über in 58 Spielen ungeschlagen. In der folgenden Saison folgte erneut ein dominantes Jahr; am Ende der Saison stand erneut der Titelgewinn. Wiederum zeigte Capellos Mannschaft zunächst ein sehr offensivbetontes Spiel; Milan gewann 5:3 gegen Lazio, 7:3 in Florenz und schlug Napoli 5:0 und Sampdoria 5:1. Nachdem Marco van Basten sich eine schwere Verletzung zugezogen hatte (aufgrund der er zwei Jahre später schließlich zurücktreten musste), endete diese Phase jedoch; Capello stellte die Taktik der Mannschaft völlig um und ließ nun sehr defensiv spielen. Der dritte Meistertitel in Folge in der Saison 1993/1994 wurde dann aufgrund der starken Verteidigung um Baresi, Maldini, Costacurta, Tassoti und später auch Desailly gewonnen; Milan erlaubte in 34 Spielen nur 15 Tore und schoss selbst lediglich 36 Tore.
Ab der Saison 1992/93 durfte Milan wieder am höchsten europäischen Klubwettbewerb teilnehmen, welcher erstmals unter der Bezeichnung UEFA Champions League durchgeführt wurde. Dabei gelang auf Anhieb wieder der Einzug ins Finale, wo man auf den letzten europäischen Bezwinger aus Marseille traf. Obwohl Milan als klarer Favorit in das Spiel ging, misslang die Revanche für die Viertelfinalniederlage zwei Jahre zuvor. Olympique Marseille hingegen feierte durch einen knappen 1:0-Sieg den ersten Gewinn der europäischen Königsklasse.

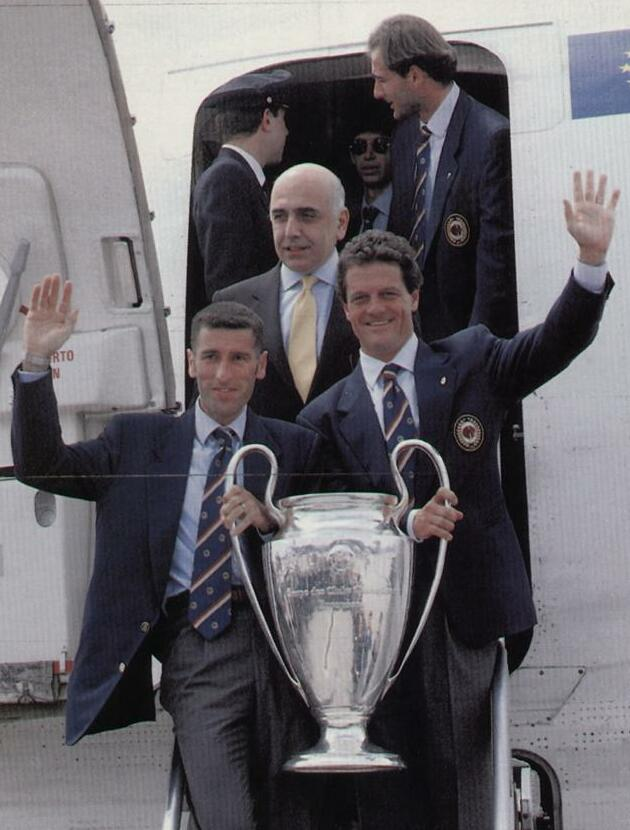
Die Mannschaft der AC Milan bei der Ankunft in Italien nach dem Gewinn der UEFA Champions League 1993/94

Im darauf folgenden Jahr zogen die Mailänder wiederum in das Finale ein. Dabei vermochte die Mannschaft in der Vorrunde mit ihrem schon markanten Defensivfußball nur wenig zu überzeugen und konnte von sechs Spielen gerade einmal zwei gewinnen, bei vier Unentschieden. Aus diesem Grund galt man nach langer Zeit wieder als Außenseiter, da mit dem FC Barcelona eine Mannschaft gegenüberstand, welche nach Ansicht vieler Beobachter den offensivsten und torreichsten Fußball dieser Zeit praktizierte. Doch letztlich blieb die erwartete Wachablösung im europäischen Vereinsfußball aus. AC Milan übernahm im Athener Olympiastadion vor 76.000 Zuschauern von Beginn an die Initiative und besiegte seinen spanischen Kontrahenten deutlich mit 4:0.
Auch 1995 kam Milan zum nunmehr dritten Mal in Folge ins Finale der Champions League. Die mittlerweile in die Jahre gekommenen Stars unterlagen dabei den „jungen Wilden“ von Ajax Amsterdam im Wiener Ernst-Happel-Stadion mit 0:1. Der zu diesem Zeitpunkt gerade einmal 18-jährige Patrick Kluivert erzielte kurz vor Ende der regulären Spielzeit das entscheidende Tor.
Mit dieser Niederlage ging in der europäischen Königsklasse eine 7-jährige Ära zu Ende, in welcher die AC Milan eine prägende Rolle innehatte, welche in seiner Dominanz nur mit der von Real Madrid in den späten 1950er-Jahren zu vergleichen war. Milan erreichte in dieser Zeit fünfmal das Finale, wobei man letztlich dreimal Europas Fußballkrone erringen konnte.

### Milan unter Ancelotti (2001–2009)
| Saisondaten 2001–2009 |       |       |        |                                     |
| Saison                | Platz | Tore  | Punkte | International                       |
| Serie A 2001/02       | 04.   | 47:33 | 55     | UEFA-Pokal-Halbfinale               |
| Serie A 2002/03       | 03.   | 65:24 | 61     | UEFA-Champions-League-Sieger        |
| Serie A 2003/04       | 01.   | 65:24 | 82     | UEFA-Champions-League-Viertelfinale |
| Serie A 2004/05       | 02.   | 63:28 | 79     | UEFA-Champions-League-Finale        |
| Serie A 2005/06       | 03.   | 85:31 | 58     | UEFA-Champions-League-Halbfinale    |
| Serie A 2006/07       | 04.   | 57:36 | 61     | UEFA-Champions-League-Sieger        |
| Serie A 2007/08       | 05.   | 66:38 | 64     | UEFA-Champions-League-Achtelfinale  |
| Serie A 2008/09       | 03.   | 70:35 | 74     | UEFA-Pokal-Sechzehntelfinale        |

Danach endete vorerst die Überlegenheit der AC Milan, da die Mannschaft im Umbruch stand. Trainer Fabio Capello verließ den Verein und wurde durch Óscar Tabárez aus Uruguay ersetzt. Ruud Gullit hatte schon 1993 sein Engagement beim Verein beendet, Marco van Basten musste wegen anhaltender Verletzungsprobleme seine Karriere beenden, und andere Stars früherer Jahre wie Franco Baresi konnten nicht mehr an ihre alte Leistungsfähigkeit anknüpfen. Neue spektakuläre Verpflichtungen wie die von Roberto Baggio oder George Weah konnten die dabei entstehenden Lücken nicht schließen, wodurch der Verein in Europa eine Reihe überraschender Niederlagen einstecken musste. In den Jahren 1997 und 1998 war der Klub aus Norditalien weit von den Erfolgen vergangener Tage entfernt, da er in dieser Zeit selbst auf nationaler Ebene nur einen Platz in der unteren Tabellenhälfte erreichen konnte. Nach kurzen erneuten Amtsperioden von Sacchi und Capello wurde schließlich Alberto Zaccheroni als Trainer verpflichtet, der die Durststrecke beendete und den Verein 1999 zur erneuten Meisterschaft führte. Trotzdem drehte sich das Trainerkarussell weiter, bis mit Carlo Ancelotti auch der internationale Erfolg zurückkehrte. Nachdem in den folgenden Jahren unter anderem die Torjäger Filippo Inzaghi, Andrij Schewtschenko, die kreativen Mittelfeldspieler Rui Costa, Andrea Pirlo und Clarence Seedorf sowie Abwehrspieler Alessandro Nesta verpflichtet worden waren, galt Milan wieder als eine der spielstärksten Mannschaften Europas und erreichte, nachdem man 2002 zum fünften Mal den nationalen Pokalwettbewerb hatte gewinnen können, schließlich 2003 zum achten Mal in der Vereinsgeschichte das Finale der Champions League. Hierbei gewann man im Elfmeterschießen gegen den Ligakonkurrenten Juventus Turin und konnte sich so den wertvollsten Titel Europas zum inzwischen sechsten Mal sichern. In der Saison 2003/04 schied die AC Milan als Titelverteidiger im Viertelfinale gegen Deportivo La Coruña aus. Nachdem das Hinspiel im Giuseppe-Meazza-Stadion mit 4:1 gewonnen worden war, verlor man das Rückspiel im Estadio Riazor überraschend mit 0:4. National verlief die Saison jedoch erfreulicher und so konnte man 2004 die 17. Meisterschaft feiern. Andrij Schewtschenko wurde dabei mit 24 Saisontreffern Torschützenkönig.

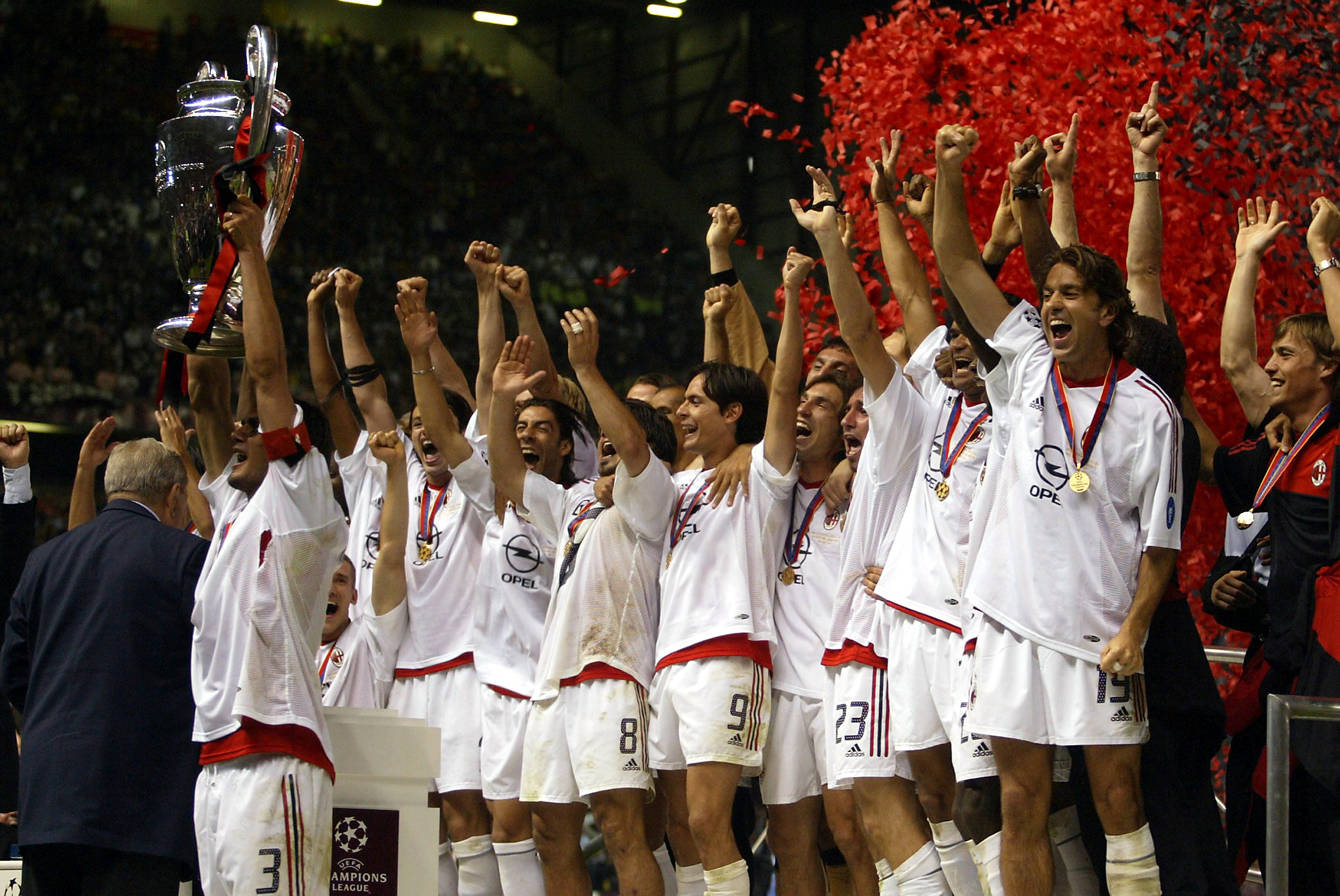
28. Mai 2003, AC Milan schlägt Juventus Turin im Finalspiel der UEFA Champions League 2002/03

In der Saison 2004/05 stand die AC Milan erneut im Finale der Champions League, wo der Gegner diesmal FC Liverpool hieß. Dieses Spiel sollte als eines der denkwürdigsten in die Geschichte des europäischen Meistercups eingehen. Nachdem der große Favorit aus Italien anfangs seinen Gegner nach Belieben beherrscht und zur Halbzeit bereits mit drei Toren geführt hatte, kämpften sich die Engländer wieder ins Spiel zurück und erreichten die Verlängerung. Nachdem diese keine Entscheidung gebracht hatte, wurde der Sieger im Elfmeterschießen ermittelt, in welchem Milan schließlich das schon sicher geglaubte Spiel doch noch verlor.
Ein Jahr später konnte die AC Milan das Halbfinale der Champions League erreichen, musste sich dort jedoch dem späteren Sieger FC Barcelona geschlagen geben.
Im Mai 2006 wurde die italienische Liga von einem Skandal erschüttert, in welchen neben Juventus Turin auch die AC Milan verwickelt war. Als Konsequenz wurden dem Mailänder Verein für die gerade abgeschlossene Saison 2005/06 44 Punkte abgezogen. Dadurch verlor Milan den zweiten Platz und damit die verbundene direkte Qualifikation für die Champions League 2006/07. Ein Berufungsgericht milderte allerdings den Richterspruch ab und reduzierte die Strafe auf 30 Punkte Abzug, wodurch der Verein in der Endabrechnung noch den dritten Tabellenplatz belegte und zumindest noch die Champions League über die Qualifikationsrunde erreichen konnte. Außerdem bekam der Verein für die darauf folgende Spielzeit 2006/07 einen Abzug von 15 Punkten, welcher nach der Berufung auf acht Punkte reduziert wurde.

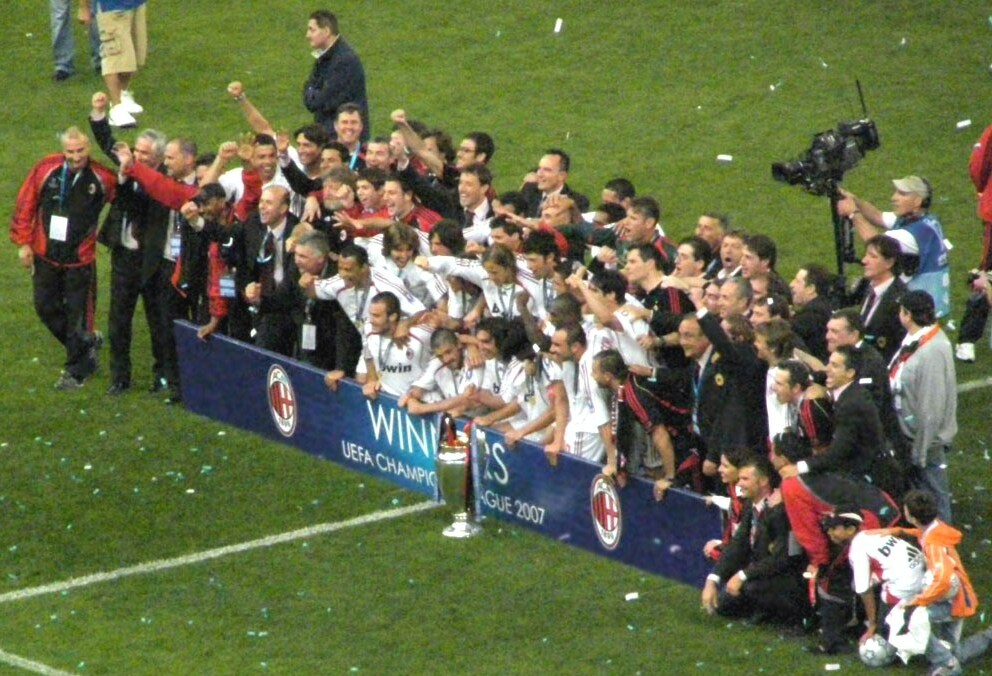
23. Mai 2007, AC Milan gewinnt im Finale gegen den FC Liverpool zum siebten Mal die UEFA Champions League

Trotz dieses mühevollen Umwegs erreichte Milan in der Saison 2006/07 wiederum das Finale der Champions League, wo mit dem FC Liverpool der Endspielgegner von Istanbul wartete. Doch anders als im legendären Finale von 2005 behielten die Rossoneri hier das bessere Ende für sich und gewannen durch zwei Tore von Filippo Inzaghi verdient mit 2:1. Im August des gleichen Jahres konnte die AC Milan dem siebten Triumph in der Königsklasse noch den nunmehr fünften Gewinn des UEFA Super Cups hinzufügen, als in Monaco der amtierende UEFA-Cup Sieger FC Sevilla mit 3:1 bezwungen wurde.
Am 16. Dezember 2007 gelang der AC Milan zum ersten Mal der Sieg der FIFA-Klub-Weltmeisterschaft, wobei in Yokohama der Sieger der Copa Libertadores 2007, die Boca Juniors, mit 4:2 geschlagen wurden. Die Saison 2007/08 wurde auf einem enttäuschenden fünften Tabellenplatz abgeschlossen, wodurch man in der Saison 2008/09 die Champions League verpasste. Im UEFA-Pokal setzte man sich in der ersten Runde gegen den FC Zürich durch, in der Gruppenphase traf man auf SC Heerenveen, Sporting Braga, FC Portsmouth und den VfL Wolfsburg. Bereits im Sechzehntelfinale schieden die Rossoneri überraschend gegen Werder Bremen aus.

### Zeit nach Ancelotti und der 18. Scudetto (2009–2013)
| Saisondaten 2009–2013 |       |       |        |                                     |
| Saison                | Platz | Tore  | Punkte | International                       |
| Serie A 2009/10       | 03.   | 60:39 | 70     | UEFA-Champions-League-Achtelfinale  |
| Serie A 2010/11       | 01.   | 65:24 | 82     | UEFA-Champions-League-Achtelfinale  |
| Serie A 2011/12       | 02.   | 74:33 | 80     | UEFA-Champions-League-Viertelfinale |
| Serie A 2012/13       | 03.   | 67:39 | 72     | UEFA-Champions-League-Achtelfinale  |

Vor der Saison 2010/11 kam mit Massimiliano Allegri ein neuer Trainer, auch der Kader wurde mit neuen Spielern verstärkt. Für die Offensive wurden die Stürmer Zlatan Ibrahimović und Robinho verpflichtet, zur Wintertransferperiode im Dezember zudem der italienische Nationalspieler Antonio Cassano sowie im Januar der international erfahrene Mark van Bommel. Zusammen mit Leistungsträgern wie Thiago Silva, Alessandro Nesta, Gennaro Gattuso, Clarence Seedorf, Andrea Pirlo und Alexandre Pato wurde eine Mannschaft geformt, welche nach sieben Jahren bereits drei Spieltage vor Saisonende den 18. Meistertitel fixieren konnte.
In der Champions League schieden die Mailänder dagegen bereits im Achtelfinale gegen Tottenham Hotspur aus. In der darauffolgenden Saison 2011/12 musste man sich in der Meisterschaft knapp Juventus Turin geschlagen geben. In der Champions League erreichten die Mailänder das Viertelfinale gegen den FC Barcelona.
Anschließend wurde ein Umbruch eingeleitet mit dem Ziel, die in die Jahre gekommene Mannschaft zu verjüngen. Zur Saison 2012/13 verließen Vereinsikonen wie Gennaro Gattuso, Alessandro Nesta, Filippo Inzaghi und Clarence Seedorf den Verein oder beendeten ihre Karrieren. Die AC Milan erreichte in dieser Saison zwar mit einem Endspurt noch Platz 3, scheiterte in der Champions League jedoch erneut am FC Barcelona.

### Milan weit entfernt von alter Größe (2013–2020)
| Saisondaten 2013–2020 |       |       |        |                                    |
| Saison                | Platz | Tore  | Punkte | International                      |
| Serie A 2013/14       | 08.   | 57:49 | 57     | UEFA-Champions-League-Achtelfinale |
| Serie A 2014/15       | 10.   | 56:50 | 52     |                                    |
| Serie A 2015/16       | 07.   | 49:43 | 57     |                                    |
| Serie A 2016/17       | 06.   | 57:45 | 63     |                                    |
| Serie A 2017/18       | 06.   | 56:42 | 64     | UEFA-Europa-League-Achtelfinale    |
| Serie A 2018/19       | 05.   | 55:36 | 68     | UEFA-Europa-League-Gruppenphase    |
| Serie A 2019/20       | 06.   | 63:46 | 66     |                                    |

Die Saison 2013/14 sollte für den Verein eine der enttäuschendsten der Neuzeit werden, woran auch die Rückkehr des früheren Herzstücks Kaká nicht viel änderte. Clarence Seedorf trat im Januar 2014 für den Rest der Saison die Nachfolge des entlassenen Massimiliano Allegri an, blieb jedoch glücklos und so erreichte man nur den 8. Platz, während man in der Champions League im Achtelfinale gegen den späteren Finalisten Atlético Madrid ausschied. Aufgrund des verpassten Europapokals verließ Kaká bereits nach einem Jahr wieder den Verein.
Zur Saison 2014/15 wurde der frühere Milan-Stürmer und anschließende Jugendtrainer Filippo Inzaghi am 10. Juni 2014 Trainer der ersten Mannschaft. Es wurden unter anderem Torhüter Diego Lopez, Mittelfeldspieler Giacomo Bonaventura sowie die Stürmer Jérémy Ménez und Fernando Torres unter Vertrag genommen. Man startete erfolgreich in die neue Saison, nach den ersten zehn Partien stand man auf den vorderen Plätzen. Nach einer durchwachsenen und von Verletzungen geprägten zweiten Saisonhälfte schloss Milan jedoch nur auf dem 10. Platz ab; somit verpasste man im zweiten Jahr in Folge die internationalen Plätze. Am Ende der Saison 2015/16 belegte der Verein den 7. und damit den ersten nicht für den Europapokal qualifizierenden Platz. In der Coppa Italia war Milan mit Siniša Mihajlović im Finale an Juventus Turin gescheitert. In der Saison 2016/17 erreichte der Verein mit Vincenzo Montella als Sechstplatzierter erstmals nach drei Jahren Unterbrechung wieder einen Europapokalplatz.
Am 27. November 2017 wurde Trainer Vincenzo Montella nach 20 Punkten in 14 Spielen der Serie A entlassen. Sein Nachfolger wurde der frühere Milan-Spieler Gennaro Gattuso, mit dem man die Saison auf Platz 6 beendete und sich damit für die Europa League qualifizierte.
Im Juni 2018 wurde die AC Milan von der UEFA wegen Verstößen gegen das Financial-Fairplay-Reglement für zwei Jahre vom Europapokal ausgeschlossen, nachdem der Verein zwischen 2015 und 2017 ein Transferminus von 255 Millionen Euro verzeichnet hatte. Milan hat dieses Urteil vor dem Internationalen Sportgerichtshof angefochten. Dieser stellte fest, dass die Strafe für den Verstoß unverhältnismäßig sei und gab dem Einspruch statt, Milan trat in der Saison 2018/19 in der UEFA Europa League an.
Am 28. Mai 2019 teilte der Klub mit, dass Trainer Gennaro Gattuso und Sportdirektor Leonardo die AC Milan verlassen werden. Gattuso hatte noch einen Vertrag bis 2021. Milan belegte in der Saison 2018/19 Platz fünf und qualifizierte sich für die UEFA Europa League 2019/20, jedoch verpasste man die UEFA Champions League 2019/20 um einen Punkt hinter Stadtrivale Inter Mailand. Am 28. Juni wurde der AC Milan von der Teilnahme an der Europa League ausgeschlossen. Dies teilte der Internationale Sportgerichtshof (CAS) in Lausanne mit. Der Klub wurde wegen schwerwiegender Verstöße gegen die Regeln des Financial Fairplay der UEFA gesperrt.

### Ende der Mittelmäßigkeit und 19. Scudetto (seit 2020)
| Saisondaten seit 2020 |       |       |        |                                                  |
| Saison                | Platz | Tore  | Punkte | International                                    |
| Serie A 2020/21       | 02.   | 74:41 | 79     | UEFA-Europa-League-Achtelfinale                  |
| Serie A 2021/22       | 01.   | 69:31 | 86     | UEFA-Champions-League-Gruppenphase               |
| Serie A 2022/23       | 04.   | 64:43 | 70     | UEFA-Champions-League-Halbfinale                 |
| Serie A 2023/24       | 02.   | 76:49 | 75     | UEFA-Champions-League-Gruppenphase               |
| Serie A 2024/25       | 08.   | 61:43 | 63     | UEFA-Champions-League Play-offs zum Achtelfinale |

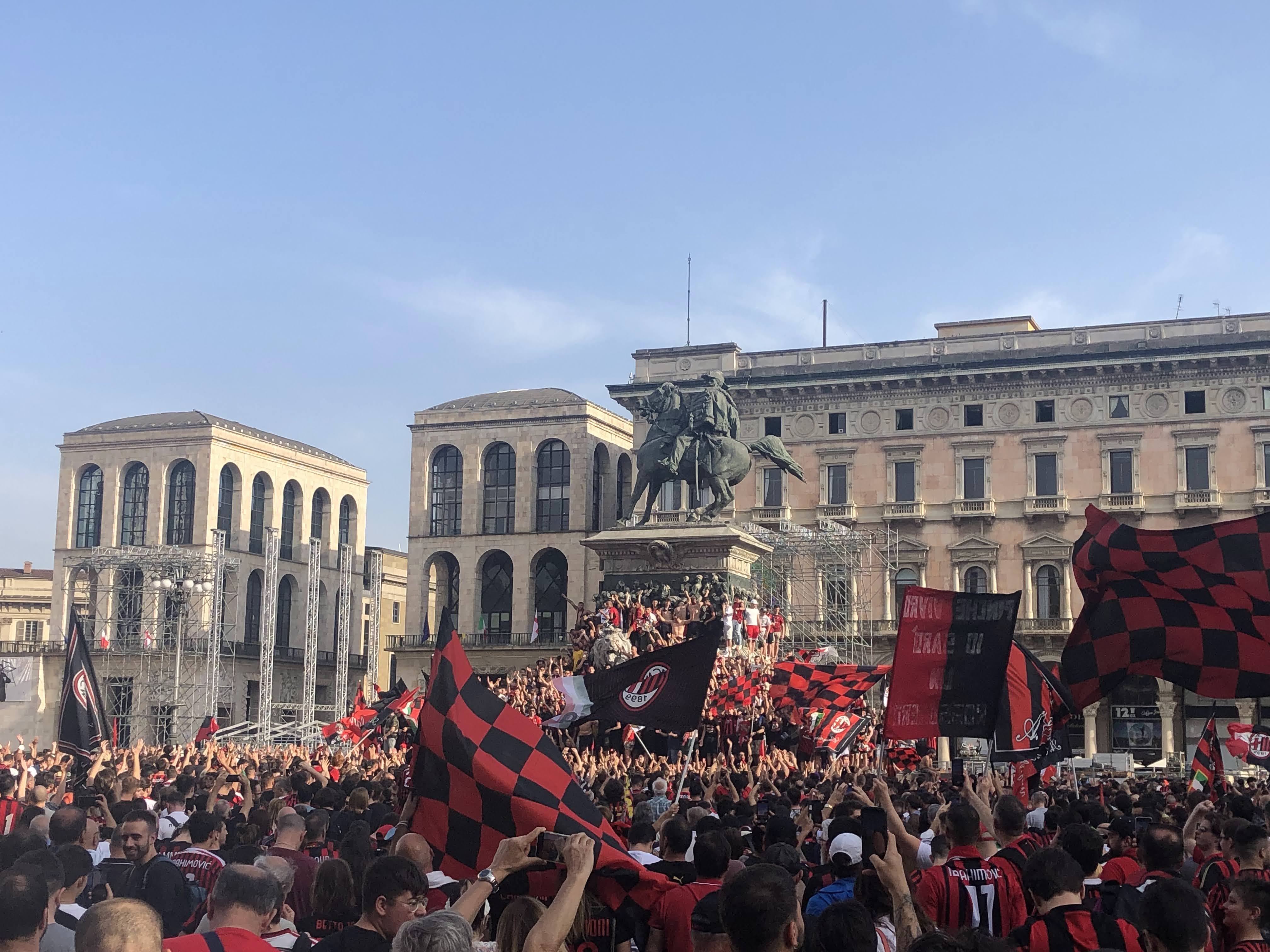
Tifosi feiern den Gewinn der Meisterschaft 2021/22 auf der Piazza del Duomo

Das Spieljahr 2020/21 beendeten die Rossoneri auf dem zweiten Platz hinter Stadtrivale Inter. Durch die Vizemeisterschaft qualifizierte man sich erstmals seit 2013 wieder für die Königsklasse.
In der Saison 2021/22 gelang der Mannschaft unter Trainer Stefano Pioli nach elfjähriger Durststrecke wieder der Gewinn des Scudetto. Mit 86 Punkten, zwei Zählern Vorsprung auf Lokalrivale und Titelverteidiger Inter, sicherte man sich den 19. Meistertitel der Vereinsgeschichte. Aus der UEFA Champions League, in der man erstmals seit der Spielzeit 2013/14 wieder antrat, wurde man Gruppenletzter und verabschiedete sich somit frühzeitig.
In der Saison 2022/23 gelang dem Klub erstmals seit neun Jahren wieder der Einzug in die K.o.-Runde der UEFA Champions League. Vor Dinamo Zagreb und dem FC Red Bull Salzburg erreichte Milan mit zehn Punkten den zweiten Platz hinter dem FC Chelsea in Gruppe E. Nachdem die Rossoneri zwölf Jahre zuvor im Achtelfinale an Tottenham Hotspur gescheitert waren, konnte man sich diesmal nach einem 1:0-Heimsieg und einem 0:0 im Rückspiel gegen den englischen Club durchsetzen. Im Viertelfinale folgte das italienische Duell gegen die SSC Neapel. Nach einem 1:0-Erfolg im San Siro endete das Rückspiel 1:1. Im Halbfinale traf man auf den Erzrivalen Inter, an dem nach zwei Niederlagen von 0:2 und 0:1 scheiterte. Die Serie A wurde mit 70 Punkten knapp auf Platz vier beendet, 20 Zähler hinter Meister Neapel.
In der Saison 2023/24 scheiterte die AC Mailand bereits in der Gruppenphase der UEFA Champions League. Milan zog als Drittplatzierter vor Newcastle United in der UEFA Europa League ein. Nachdem man im Sechzehntelfinale Stade Rennes (3:0 h; 2:3 a) und im Achtelfinale Slavia Prag (4:2 h; 3:1 a) geschlagen hatte, scheiterte man im Viertelfinale im italienischen Duell an der AS Rom (0:1 h; 1:2 a). Stadtrivale Inter sicherte sich am 22. April im Derby della Madonnina den Meistertitel, den Rossoneri ist ein Spieltag vor Saisonende Rang zwei bereits sicher.
Ende Mai 2024 trennte sich der Verein von Cheftrainer Stefano Pioli. Paulo Fonseca übernahm zum 1. Juli 2024 dessen Position. Am 30. Dezember trennten sich die AC Mailand und Fonseca, nach nur einem halben Jahr, wieder. Ihm folgte am selben Tag sein portugiesischer Landsmann Sérgio Conceição, der zuletzt den FC Porto trainierte. Er erhielt einen Vertrag bis zum 30. Juni 2026.

## Spiel- und Trainingsstätten

### Historische Spielstätten
Erste Spielstätte war von 1900 bis 1903 der Trotter an der Piazza Doria, von 1903 bis 1905 das Acquabella am Corso Indipendenza, von 1906 bis 1914 der Campo di Porta Monforte, von 1914 bis 1920 das Velodromo Sempione und von 1920 bis 1926 der Campo di Viale Lombardia.

### Stadion

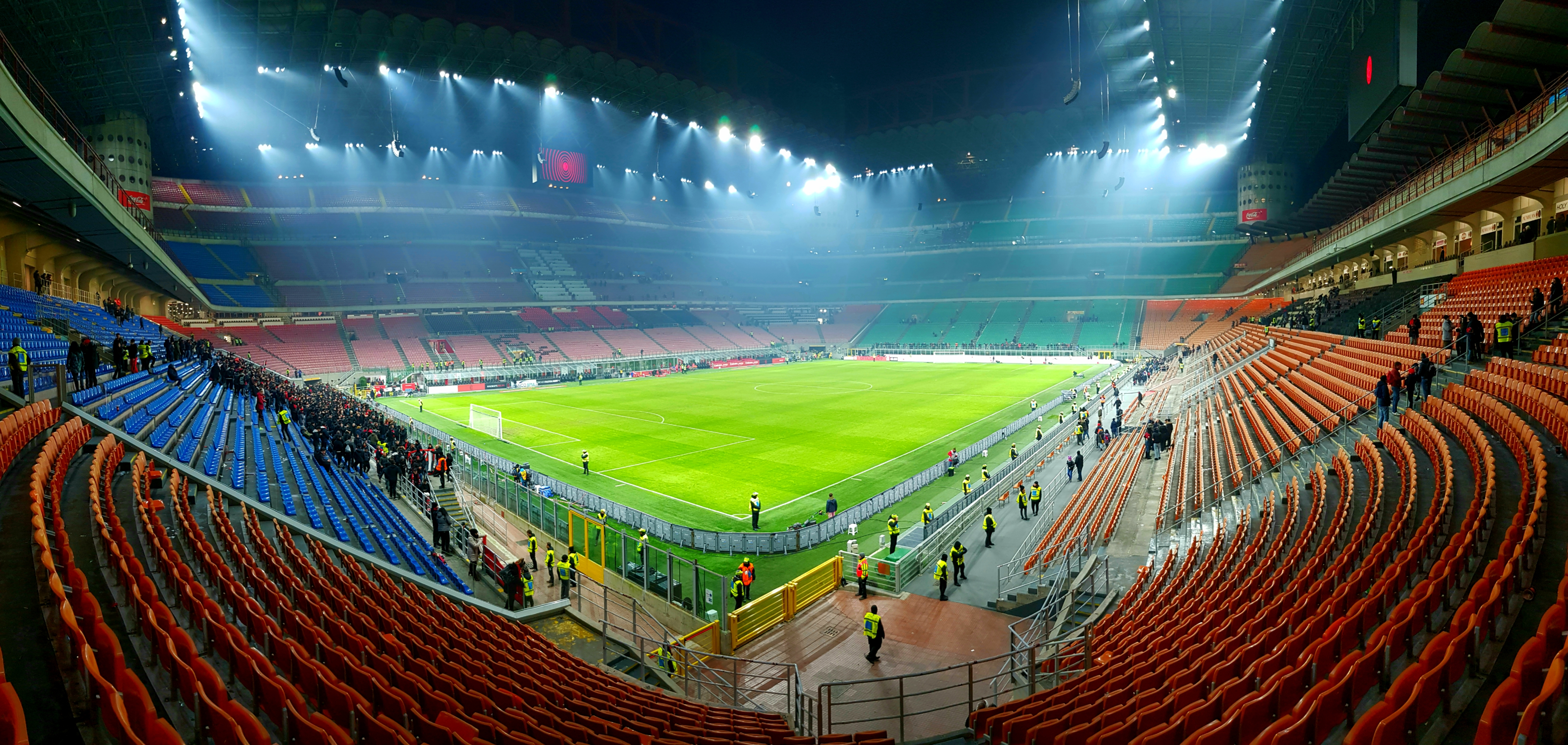
Stadio Giuseppe Meazza (San Siro)

1925 entschied sich Milans Vereinspräsident Piero Pirelli für ein neues Stadion und ließ das San Siro innerhalb von 13 Monaten errichten. Das Stadion diente seither als Austragungsstätte zahlreicher Sportgroßveranstaltungen wie etwa den Fußball-Weltmeisterschaften 1934 und 1990, der Fußball-Europameisterschaft 1980, sowie bis dato elf Europapokal-Endspielen. Ursprünglich war es Eigentum der AC Milan, seit 1947 teilen sich die beiden Mailänder Vereine das Stadion. Die Einweihung fand am 19. September 1926 mit einem Freundschaftsspiel zwischen Milan und Inter statt.
Von Oktober 1941 bis Juni 1945, während des Zweiten Weltkriegs, spielte Milan in der Arena Civica, denn das San Siro war für viele Rossoneri-Fans aufgrund der fehlenden Elektrizität nicht zu erreichen.
Der offizielle Stadionname wurde nach einem Umbau im März 1980 zu Ehren des Fußballspielers Giuseppe Meazza vergeben, der für beide Mailänder Vereine spielte. Der von den Anhängern immer noch häufig verwendete Name San Siro ist zugleich der Name des Stadtteils, in welchem sich das Stadion befindet.
Das Giuseppe-Meazza-Stadion ist ein vom europäischen Fußballverband UEFA in die Kategorie 4 (Elitestadion) eingeordnetes Stadion und zählt zu den größten Europas. Seit Baubeginn wurde das Stadion mehrmals modernisiert und bietet aktuell rund 76.000 Zuschauern Platz. Es beherbergt außerdem Fanshops, Restaurants und ein Museum der beiden Mailänder Vereine.

### Centro Sportivo Milanello
Das Trainings- und Ausbildungszentrum Centro Sportivo Milanello liegt nordwestlich von Mailand in der Provinz Varese. Auf einer Fläche von 160.000 m² befinden sich die Trainingsanlagen sowie das sportmedizinische Zentrum Milan-Lab. Es wird als eines der renommiertesten und innovativsten europäischen Sportzentren angesehen.
Die italienische Fußballnationalmannschaft nutzte das Trainingszentrum, um sich auf die Europameisterschaften 1988, 1996 und 2000 vorzubereiten.

#### Jugendarbeit
Die AC Milan unterhält zahlreiche Ausbildungscamps in Italien und weiteren Ländern Europas, sowie in Amerika, Nordafrika und dem Nahen Osten. Aus den Jugendabteilungen gingen bis dato viele spätere Vereinsgrößen, Rekord- und ehemalige sowie aktuelle Nationalspieler hervor, darunter weltbekannte Namen wie Paolo Maldini, Franco Baresi, Giovanni Trapattoni, Demetrio Albertini und Alessandro Costacurta.
Aktuell befinden sich sieben Spieler aus der eigenen Jugend im Kader der Profimannschaft sowie sieben ehemalige Jugendspieler im Kader der italienischen Nationalmannschaft.
Erfolge der Jugendmannschaften
- Italienische Primavera-Meisterschaft: 1964/65
- Italienischer Primavera-Pokal: 1984/85, 2009/10
- Torneo di Viareggio: 1949, 1952, 1953, 1957, 1959, 1960, 1999, 2001, 2014
- Campionato Berretti: 1971/72, 1981/82, 1982/83, 1984/85, 1989/90, 1993/94, 2008/09

## Weiteres

### Fans und Anhänger

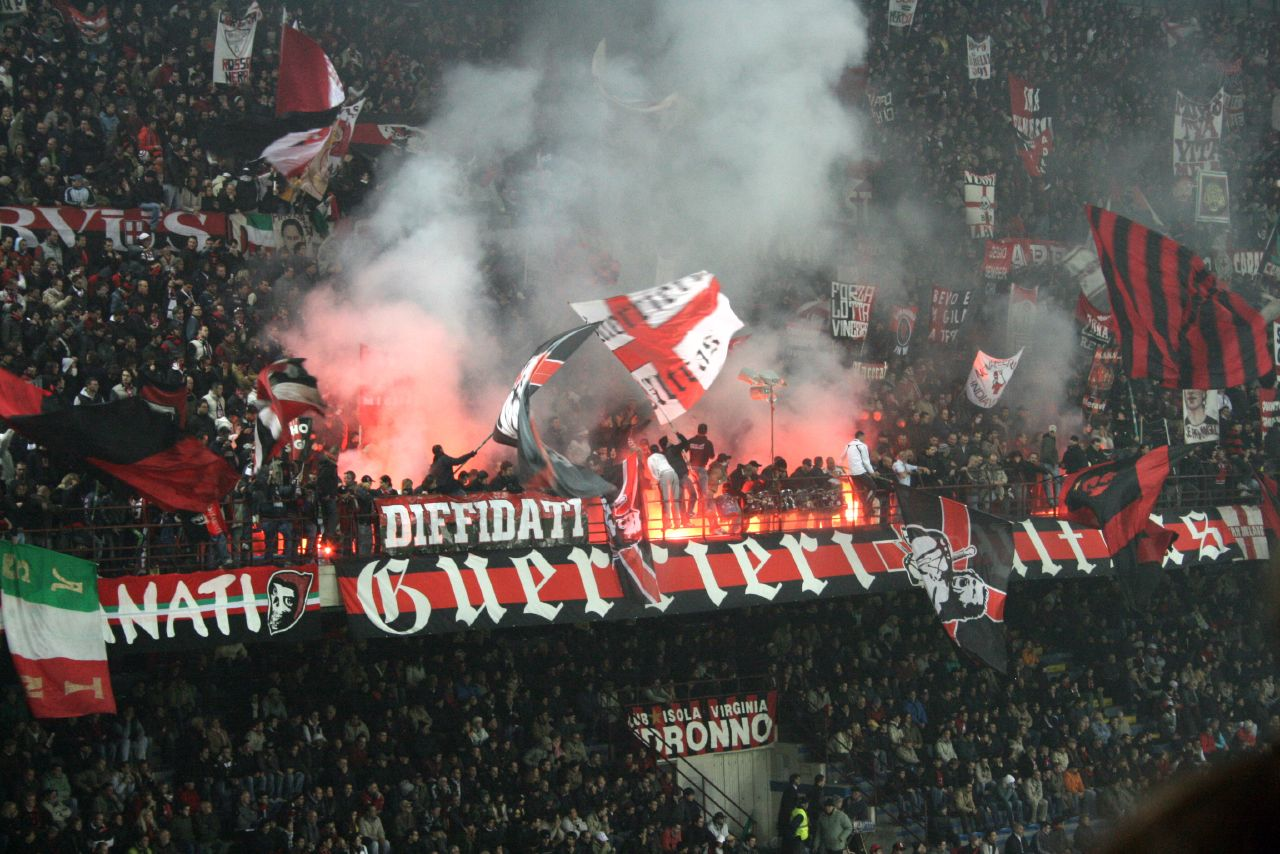
Brigate Rossonere (2006)

Die organisierten Fan-Gruppen sind traditionell in der Curva Sud des Stadions zu finden. Eines ihrer Lieder ist die Mailänder Hymne O mia bela Madunina mit dem Refrain „… ma Milan è un gran Milan“ (… aber Mailand ist ein großes Mailand).
Die Fossa dei Leoni (deutsch Höhle der Löwen) war eine 1968 gegründete Ultrà-Gruppierung und hatte bis zu 10.000 Mitglieder. Im Gegensatz zum 1967 gegründeten Commando Tigre und zur 1975 gegründeten Brigate Rossonere, war sie aufgrund ihrer Größe unpolitisch. Zwischen der Fossa dei Leoni und der Brigate Rossonere gab es ein Abkommen, das vorschrieb, dass Politik im Stadion nichts zu suchen hat. Dieses Abkommen besteht bis heute zwischen allen Gruppen.
Im Jahr 2005 wurde die Fossa dei Leoni aufgelöst, nachdem es zu Streitigkeiten innerhalb der Kurve gekommen war. Die Gruppen der Curva Sud schlossen sich unter der Führung der Brigate Rossonere zur Curva Sud Milano zusammen. Einzig das Commando Tigre bestand noch als eigenständige große Gruppe in der Südkurve, bis sie sich 2016 auflöste.

### Rivalitäten

#### Inter Mailand

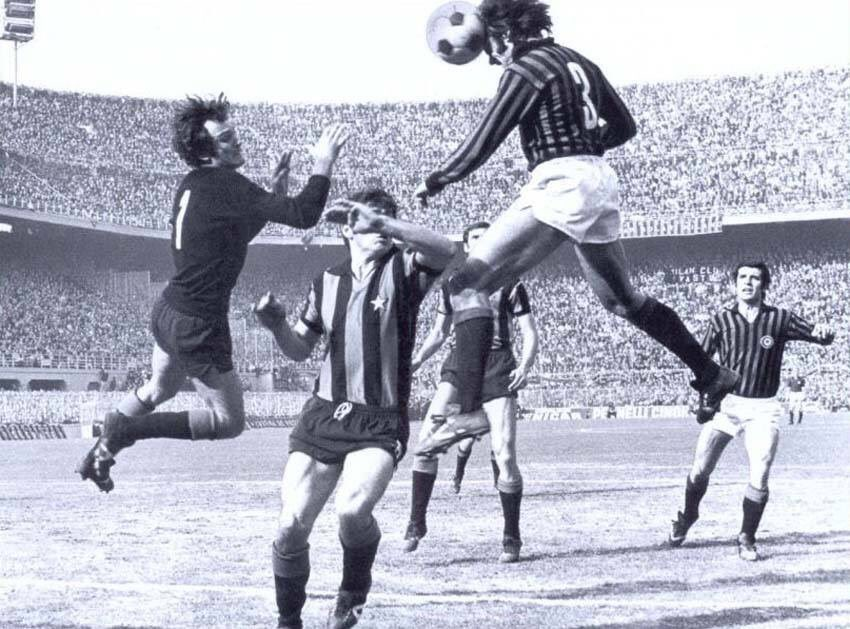
Spielszene aus dem Derby della Madonnina von 1973

Die AC Milan ist Teil eines der bekanntesten Fußballderbys der Welt, dem Mailänder Stadtderby. Das Derby della Madonnina, welches nach der Madonnenstatue auf der zentralen Turmspitze des Mailänder Doms benannt wurde und im Gegensatz zu vielen anderen Derbys nicht von geographischen, kulturellen oder politischen Gegensätzen geprägt ist, sondern seine besondere Brisanz dadurch erhält, dass Inter Mailand aus der älteren Milan hervorging, beide Vereine sich das Stadion teilen und die Klubs national und international ähnlich erfolgreich sind. Mailand ist neben Manchester die einzige Stadt, welche zwei Champions-League-Sieger beheimatet.
Seit den Anfängen des italienischen Erstliga-Betriebes sind beide Vereine zusammen mit Juventus Turin regelmäßige Konkurrenten um die italienische Meisterschaft.

#### Juventus Turin
Zu den Klassikern des italienischen Fußballs zählt das Duell zwischen der AC Milan, dem erfolgreichsten italienischen Verein auf internationaler Ebene, und Juventus Turin, dem Rekordmeister der Serie A.
Die Rivalität zeichnet sich dadurch aus, dass bei diesen Partien die beiden italienischen Vereine mit den meisten Titelgewinnen sowie der größten Fangemeinschaft Italiens aufeinandertreffen.
Beide Vereine standen sich am 28. Mai 2003 im UEFA-Champions-League-Endspiel gegenüber, das die AC Milan mit 0:0 nach Verlängerung und 3:2 im Elfmeterschießen gewann.

### Finanzsituation und Eigentümerschaft
| Saison  | Einnahmen (in Mio. Euro) | Rang |
| ------- | ------------------------ | ---- |
| 2010/11 | 235,1                    | 7 ▲  |
| 2011/12 | 256,9                    | 8 ▼  |
| 2012/13 | 263,5                    | 10 ▼ |
| 2013/14 | 249,7                    | 12 ▼ |
| 2014/15 | 199,1                    | 14 ▼ |
| 2015/16 | 214,7                    | 16 ▼ |
| 2016/17 | 191,7                    | 21 ▼ |
| 2017/18 | 207,7                    | 18 ▲ |
| 2018/19 | 206,3                    | 21 ▼ |
| 2019/20 | 148,5                    | 30 ▼ |
| 2020/21 | 216,3                    | 19 ▲ |
| 2021/22 | 264,9                    | 16 ▲ |
| 2022/23 | 385,3                    | 13 ▲ |
| 2023/24 | 397,6                    | 13 ▬ |

Die Associazione Calcio Milan S.p.A. war von 1986 bis 2017 eine Tochtergesellschaft der italienischen Holding Fininvest um Silvio Berlusconi.
Am 5. August 2016 teilte Fininvest mit, sie habe sich mit dem chinesischen Investoren-Konsortium Sino-Europe Sports Investment Management Changxing Co. Ltd. auf den Verkauf sämtlicher Anteile am Klub (entsprechend 99,93 %) geeinigt und dazu einen Vorvertrag unterschrieben. Das Konsortium setzte sich aus Hauptinvestor Li Yonghong, dem Staatsfonds Haixia Capital sowie weitere privaten und staatlichen Geldgebern zusammen. Im Vertrag wurde der Klub mit 740 Millionen Euro bewertet, unter Berücksichtigung seiner 220 Millionen Euro Schulden. Das Konsortium verpflichtete sich, in den kommenden drei Jahren insgesamt 350 Millionen Euro in den Verein zu investieren. Im April 2017 wurde der Kauf abgewickelt.
Das Konsortium hielt von April 2017 bis Juli 2018 über das luxemburgische Unternehmen Rossoneri Sport Investment Lux S.à r.l. 99,93 Prozent der Anteile.
Am 9. Juli 2018 übernahm die US-amerikanische Investmentgesellschaft Elliott Management Corporation die Mehrheit des Unternehmens, nachdem das Konsortium um Li Yonghong über das luxemburgische Unternehmen Rossoneri Sport Investment Lux S.à r.l. den Kreditrückzahlungen an Elliott, welche als Kreditgeber fungierten nicht nachgekommen war, sowie die finanziellen Verpflichtungen dem Verein gegenüber nicht mehr hatte gewährleisten können.
Zum Verein gehörende Tochterunternehmen sind die Milan Real Estate S.p.A. (100 %), Milan Entertainment S.r.l. (100 %), AC Milan Sports Development Co. Ltd. (100 %), Fondazione Milan – Onlus (100 %), M-I Stadio S.r.l. (50 %) und Asansiro S.r.l. (45 %).

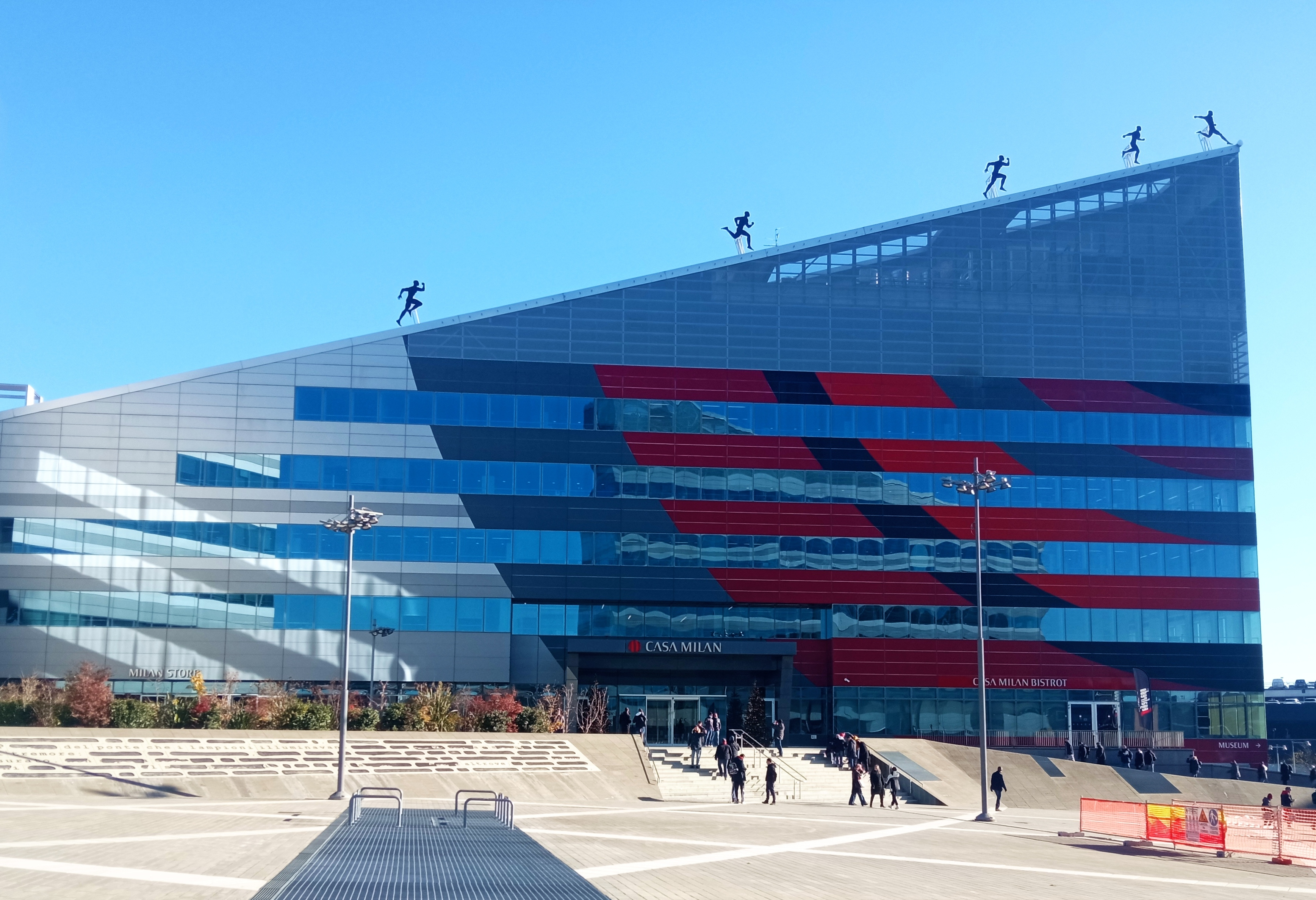
Casa Milan, zentrale Geschäftsstelle der AC Milan

#### Milan TV
Milan TV ist der Abonnement-basierte Fernsehsender. Das Programm umfasst tagesaktuelle Nachrichten aus dem Verein und der Welt des Fußballs, Reportagen, Porträts, Interviews, Live-Bilder vom Mannschaftstraining, die Ausstrahlung von Fußballklassikern vergangener Jahre sowie die Übertragung zahlreicher Spiele der Serie A, Champions League, Coppa Italia und der Jugendmannschaften.

#### Fondazione Milan
Die Fondazione Milan Onlus ist eine Stiftung, die sich durch den Verein sowie Sponsoren und Spenden finanziert. Ihr Ziel ist es, die sozialen und kulturellen Werte das Sportes im Allgemeinen und des Vereins im Besonderen in den Dienst der Gesellschaft zu stellen. Die weltweit operierende Stiftung betreibt in erster Linie Projekte in den Bereichen schulischer und beruflicher Ausbildung junger Menschen, Menschenrechte, Bildung, Sport, humanitäre Hilfe in Entwicklungsländern und die Aufrechterhaltung der Beziehungen zwischen nationalen und internationalen Institutionen.

### Ausrüster und Sponsoren
Ausrüster ist seit 2018 der deutsche Sportartikelhersteller Puma. Aktueller Hauptsponsor der AC Milan ist Emirates.
1987 schloss Milan einen Werbevertrag mit Mediolanum, die ihren Schriftzug auf den Trikots platzierten. Es folgten Motta (1992–1994), Opel (1994–2006), Bwin (2006–2010) und Emirates (2010–).
| Zeitraum  | Ausrüster     | Hauptsponsor         |                      |
| --------- | ------------- | -------------------- | -------------------- |
| 1981–1982 | Linea Milan   | Italiana Manifatture | Italiana Manifatture |
| 1982–1983 | NR            | Hitachi              | Hitachi              |
| 1983–1984 | NR            | Cuore                | Cuore                |
| 1984–1985 | Rolly Go      | Mondadori            | Mondadori            |
| 1985–1986 | Gianni Rivera | Olivetti             | Olivetti             |
| 1986–1987 | Kappa         | Olivetti             | Olivetti             |
| 1987–1990 | Kappa         | Mediolanum           | Mediolanum           |
| 1990–1992 | Adidas        | Mediolanum           | Mediolanum           |
| 1992–1993 | Adidas        | Motta                | Motta                |
| 1993–1994 | Lotto         | Motta                | Motta                |
| 1994–1998 | Lotto         | Opel                 | Opel                 |
| 1998–2006 | Adidas        | Opel                 | Opel                 |
| 2006–2010 | Adidas        | Bwin                 | Bwin                 |
| 2010–2018 | Adidas        | Emirates             | Emirates             |
| 2018–0000 | Puma          | Emirates             | Emirates             |

### Vereinsfarben und -wappen
„Saremo una squadra di diavoli. I nostri colori saranno il rosso come il fuoco e il nero come la paura che incuteremo agli avversari.“
(„Wir werden ein Team von Teufeln sein. Unsere Farben rot wie das Feuer und schwarz wie die Angst, die wir unseren Gegnern einflößen werden.)“

Die AC Milan trägt seit seiner Gründung 1899 die Farben Rot und Schwarz, dazu weiße oder schwarze Hosen und Stutzen. Das Auswärtstrikot wird traditionell in weiß gehalten. Das heutige Vereinswappen kombiniert die Farben des Vereins und die der Stadt Mailand, es zeigt das Akronym ACM im oberen und das Gründungsjahr 1899 im unteren Teil.

Das Wappen der Stadt Mailand war sogleich das Vereinsemblem der ersten Jahrzehnte.
1919 bis 1936
1936 bis 1945
1945 bis 1960
1977 bis 1986
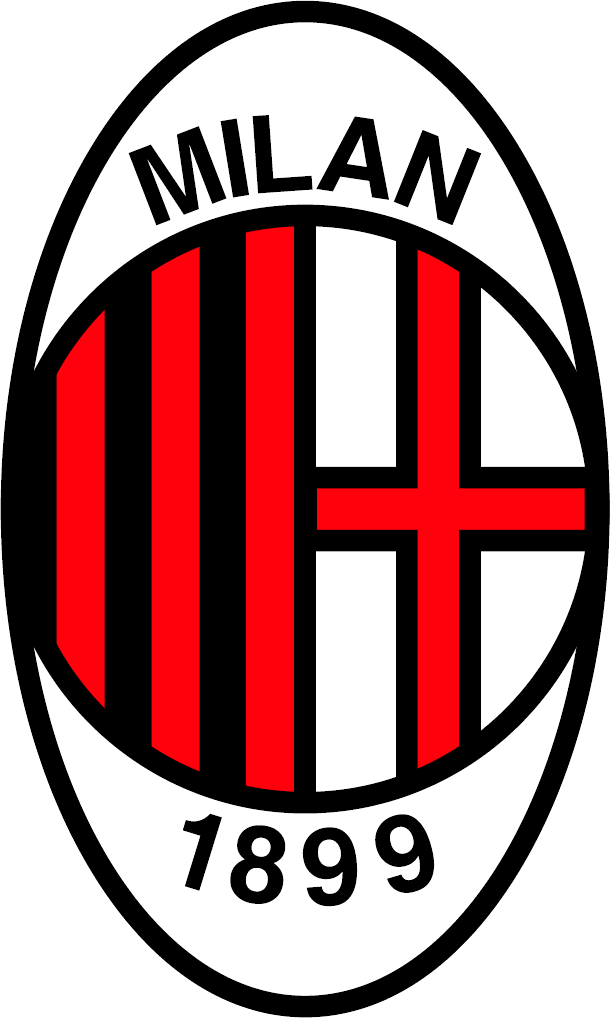
1986 bis 1998
1998 bis 2010
Seit 2010

## Daten und Fakten

### Vereinserfolge

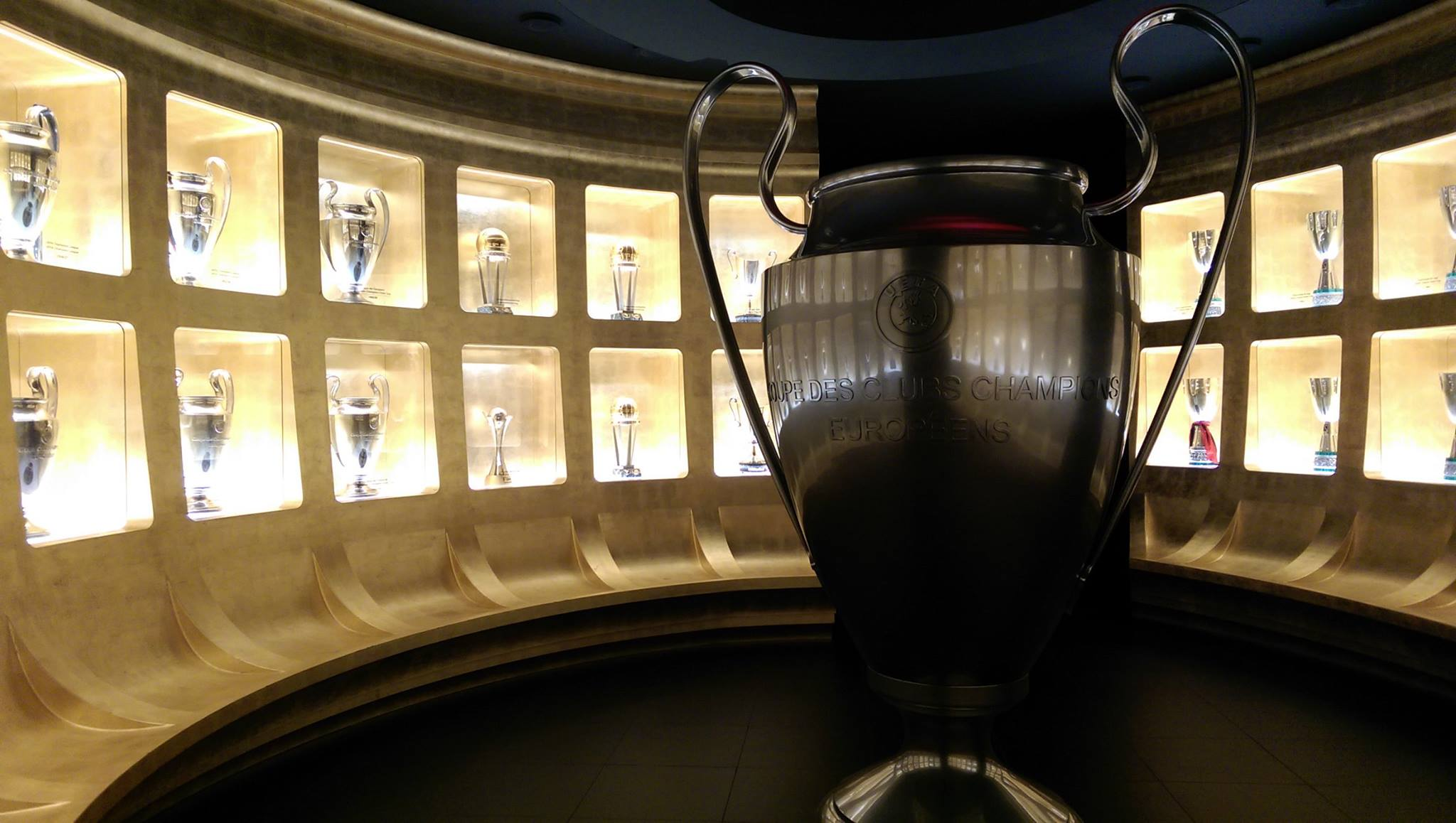
Trophäen im Vereinsmuseum Mondo Milan.

In Bezug auf die Summe internationaler Titelgewinne zählt die AC Milan zu den erfolgreichsten Fußballvereinen der Welt. Allein im bedeutendsten europäischen Klubwettbewerb stand Milan bisher elfmal im Finale und blieb dabei siebenmal siegreich. Titelgewinne werden traditionsgemäß auf der Piazza del Duomo gefeiert.
| National                                              | Titel | Saison |
| ----------------------------------------------------- | ----- | --- |
| Italienische Meisterschaft                            | 19    | 1901, 1906, 1907, 1950/51, 1954/55, 1956/57, 1958/59, 1961/62, 1967/68, 1978/79, 1987/88, 1991/92, 1992/93, 1993/94, 1995/96, 1998/99, 2003/04, 2010/11, 2021/22 |
| Italienischer Pokal                                   | 5     | 1966/67, 1971/72, 1972/73, 1976/77, 2002/03 |
| Italienischer Supercup                                | 8     | 1988, 1992, 1993, 1994, 2004, 2011, 2016, 2024 |
|                                                       |       | |
| International                                         | Titel | Saison |
| Europapokal der Landesmeister / UEFA Champions League | 7     | 1962/63, 1968/69, 1988/89, 1989/90, 1993/94, 2002/03, 2006/07 |
| UEFA Super Cup                                        | 5     | 1989, 1990, 1994, 2003, 2007 |
| Europapokal der Pokalsieger                           | 2     | 1967/68, 1972/73 |
| Weltpokal                                             | 3     | 1969, 1989, 1990 |
| FIFA-Klub-Weltmeisterschaft                           | 1     | 2007 |
| Coppa Latina                                          | 2     | 1951, 1956 |
| Mitropacup                                            | 1     | 1981/82 |

### Auszeichnungen
- Italiens Mannschaft des Jahres – Gazzetta Sports Award (4): 1979, 1989, 2007, 2022
- Weltmannschaft des Jahres – Gazzetta Sports Award: 1989
- Fußballverein des Jahres der Serie A – Gran Galà del Calcio: 2022

### Individuelle Erfolge

#### International

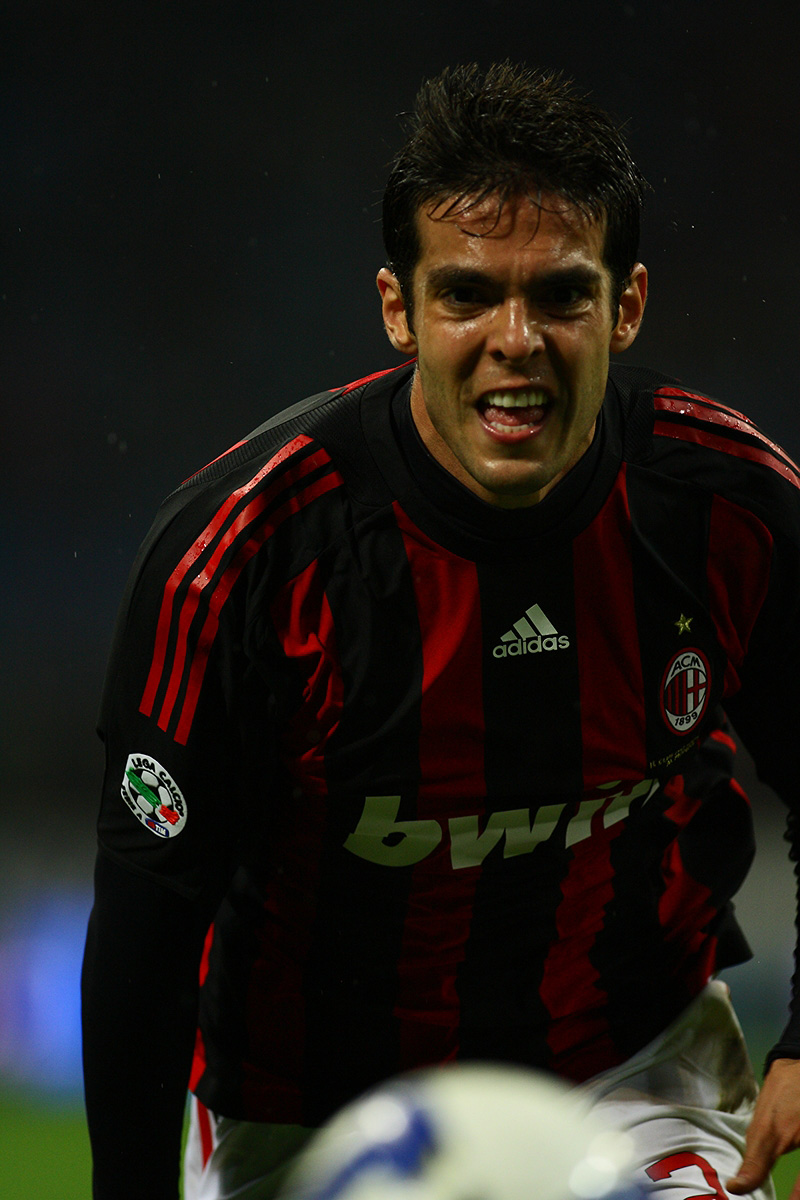
Kaká

Ballon d’Or (Europas Fußballer des Jahres) (8)
- Gianni Rivera (1969)
- Ruud Gullit (1987)
- Marco van Basten (1988, 1989, 1992)
- George Weah (1995)
- Andrij Schewtschenko (2004)
- Kaká (2007)

FIFA Ballon d’Or/FIFA-Weltfußballer des Jahres (6)
- Ruud Gullit (1987, 1989)
- Marco van Basten (1988, 1992)
- George Weah (1995)
- Kaká (2007)

Torschützenkönig der UEFA Champions League: (4)
- José Altafini (1962/63)
- Marco van Basten (1988/89)
- Andrij Schewtschenko (2005/06)
- Kaká (2006/07)

UEFA Club Football Awards (6)
- Paolo Maldini 2007 (Bester Verteidiger)
- Clarence Seedorf 2007 (Bester Mittelfeldspieler)
- Kaká 2005 (Bester Mittelfeldspieler), 2007 (Bester Stürmer), 2007 (UEFA-Fußballer des Jahres)
- Alexandre Pato 2009 (Bester Stürmer)
- Carlo Ancelotti 2003 (UEFA-Trainer des Jahres), 2007 (UEFA-Trainer des Jahres)

Bester Spieler der FIFA-Klub-Weltmeisterschaft (1)
- Kaká (2007)

World Soccer (11)
- AC Milan 1989, 1994, 2003 (Mannschaft des Jahres)
- Ruud Gullit 1987, 1989 (Spieler des Jahres)
- Marco van Basten 1988, 1992 (Spieler des Jahres)
- Paolo Maldini 1994 (Spieler des Jahres)
- Kaká 2007 (Spieler des Jahres)
- Arrigo Sacchi 1989 (Trainer des Jahres)
- Carlo Ancelotti 2003 (Trainer des Jahres)

FIFA Order of Merit: (1)
- Paolo Maldini (2008)

#### National
Torschützenkönig der Serie A
- Aldo Boffi: 19 (1938/39), 24 (1939/40), 22 (1941/42)
- Gunnar Nordahl: 35 (1949/50), 34 (1950/51), 26 (1952/53), 23 (1953/54), 27 (1954/55)
- José Altafini: 22 (1961/62)
- Pierino Prati: 15 (1967/68)
- Gianni Rivera: 17 (1972/73)
- Pietro Paolo Virdis: 17 (1986/87)
- Marco van Basten: 19 (1989/90), 25 (1991/92)
- Andrij Schewtschenko: 24 (1999/2000), 24 (2003/04)
- Zlatan Ibrahimović: 28 (2011/12)

Italiens Fußballer des Jahres

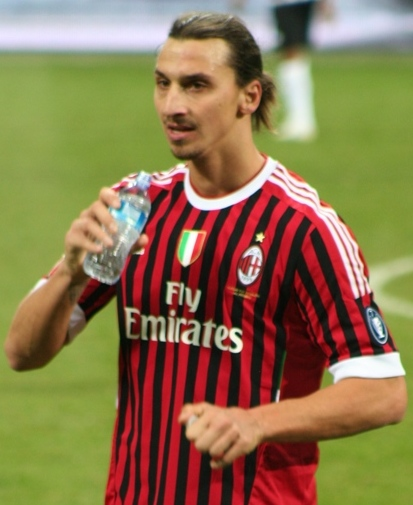
Zlatan Ibrahimović (2011)

- 1990: Franco Baresi (Guerin d’Oro)
- 1992: Frank Rijkaard (Guerin d’Oro)
- 1994: Daniele Massaro (Guerin d’Oro)
- 2004: Kaká (Oscar del Calcio)
- 2007: Kaká (Oscar del Calcio)
- 2011: Zlatan Ibrahimović (Gran Galà del Calcio)
- 2022: Rafael Leão (Gran Galà del Calcio, Serie-A-Liga-Awards)

Italiens Fußballtrainer des Jahres
- 1992: Fabio Capello (Panchina d'oro)
- 1994: Fabio Capello (Panchina d'oro)
- 1999: Alberto Zaccheroni (Oscar del Calcio & Panchina d'oro)
- 2003: Carlo Ancelotti (Panchina d'oro)
- 2004: Carlo Ancelotti (Oscar del Calcio & Panchina d'oro)
- 2011: Massimiliano Allegri (Gran Galà del Calcio)
- 2022: Stefano Pioli (Gran Galà del Calcio, Panchina d'oro, Serie-A-Liga-Awards & Premio Bulgarelli Number 8)

Torhüter des Jahres der Serie A
- 2021: Gianluigi Donnarumma (Serie-A-Liga-Awards)
- 2022: Mike Maignan (Serie-A-Liga-Awards)

Verteidiger des Jahres der Serie A
- 2003: Alessandro Nesta (Oscar del Calcio)
- 2004: Paolo Maldini (Oscar del Calcio)

Mittelfeldspieler des Jahres der Serie A
- 2022: Sandro Tonali (Premio Bulgarelli Number 8)
- 2025: Tijjani Reijnders (Serie-A-Liga-Awards)

Nachwuchsspieler des Jahres der Serie A
- 2009: Alexandre Pato (Oscar del Calcio)
- 2012: Stephan El Shaarawy (Gran Galà del Calcio)

### Personal

#### Kader der Saison 2025/26
Stand: 15. August 2025
| Nr.               | Nat.               | Name                | Geburtsdatum       | im Verein seit | Vertrag bis |
| Torhüter          | Torhüter           | Torhüter            | Torhüter           | Torhüter       | Torhüter    |
| ----------------- | ------------------ | ------------------- | ------------------ | -------------- | ----------- |
| 01                | Italien            | Pietro Terracciano  | 8. März 1990       | 2025           | 2027        |
| 16                | Frankreich         | Mike Maignan        | 3. Juli 1995       | 2021           | 2026        |
| 96                | Italien            | Lorenzo Torriani    | 31. Januar 2005    | 2024           | 2030        |
| Abwehrspieler     |                    |                     |                    |                |             |
| 02                | Ecuador            | Pervis Estupiñán    | 21. Januar 1998    | 2025           | 2030        |
| 5                 | Belgien            | Koni De Winter      | 12. Juni 2002      | 2025           | 2030        |
| 20                | Spanien            | Álex Jiménez        | 8. Mai 2005        | 2023           | 2028        |
| 23                | England            | Fikayo Tomori       | 19. Dezember 1997  | 2021           | 2027        |
| 24                | Schweiz            | Zachary Athekame    | 13. Dezember 2004  | 2025           | 2030        |
| 31                | Serbien            | Strahinja Pavlović  | 24. Mai 2001       | 2024           | 2028        |
| 33                | Italien            | Davide Bartesaghi   | 29. Dezember 2005  | 2021           | 2030        |
| 46                | Italien            | Matteo Gabbia       | 21. Oktober 1999   | 2017           | 2029        |
| Mittelfeldspieler |                    |                     |                    |                |             |
| 04                | Italien            | Samuele Ricci       | 21. August 2001    | 2025           | 2029        |
| 08                | England            | Ruben Loftus-Cheek  | 23. Januar 1996    | 2023           | 2027        |
| 11                | Vereinigte Staaten | Christian Pulisic   | 18. September 1998 | 2023           | 2027        |
| 14                | Kroatien           | Luka Modrić         | 9. September 1985  | 2025           | 2026        |
| 19                | Frankreich         | Youssouf Fofana     | 10. Januar 1999    | 2024           | 2028        |
| 30                | Schweiz            | Ardon Jashari       | 30. Juli 2002      | 2025           | 2030        |
| 56                | Belgien            | Alexis Saelemaekers | 27. Juni 1999      | 2020           | 2027        |
| 80                | Vereinigte Staaten | Yunus Musah         | 29. November 2002  | 2023           | 2028        |
|                   | Frankreich         | Yacine Adli         | 29. Juli 2000      | 2021           | 2026        |
|                   | Algerien           | Ismaël Bennacer     | 1. Dezember 1997   | 2019           | 2027        |
| Stürmer           |                    |                     |                    |                |             |
| 07                | Mexiko             | Santiago Giménez    | 18. April 2001     | 2025           | 2029        |
| 10                | Portugal           | Rafael Leão         | 10. Juni 1999      | 2019           | 2028        |
| 17                | Schweiz            | Noah Okafor         | 24. Mai 2000       | 2023           | 2028        |
| 21                | Nigeria            | Samuel Chukwueze    | 22. Mai 1999       | 2023           | 2028        |

#### Kaderveränderungen 2025/26
| Zugänge             | Zugänge                       |
| Spieler             | Abgebender Verein             |
| Sommerpause 2025    | Sommerpause 2025              |
| ------------------- | ----------------------------- |
| Yacine Adli         | AC Florenz; Leihende          |
| Zachary Athekame    | BSC Young Boys                |
| Ismaël Bennacer     | Olympique Marseille; Leihende |
| Koni De Winter      | CFC Genua                     |
| Pervis Estupiñán    | Brighton & Hove Albion        |
| Ardon Jashari       | FC Brügge                     |
| Luka Modrić         | Real Madrid                   |
| Noah Okafor         | SSC Neapel; Leihende          |
| Samuele Ricci       | FC Turin                      |
| Alexis Saelemaekers | AS Rom; Leihende              |
| Pietro Terracciano  | AC Florenz                    |

| Abgänge             | Abgänge                      |
| Spieler             | Aufnehmender Verein          |
| Sommerpause 2025    | Sommerpause 2025             |
| ------------------- | ---------------------------- |
| Tammy Abraham       | AS Rom; Leihende             |
| Warren Bondo        | US Cremonese; Leihe          |
| Emerson Royal       | Flamengo Rio de Janeiro      |
| João Félix          | FC Chelsea; Leihende         |
| Alessandro Florenzi | Ziel unbekannt; Vertragsende |
| Théo Hernández      | al-Hilal                     |
| Luka Jović          | AEK Athen                    |
| Tijjani Reijnders   | Manchester City              |
| Riccardo Sottil     | AC Florenz; Leihende         |
| Marco Sportiello    | Atalanta Bergamo             |
| Filippo Terracciano | US Cremonese; Leihe          |
| Malick Thiaw        | Newcastle United             |
| Kyle Walker         | Manchester City; Leihende    |

### Ehemalige Spieler
- Ignazio Abate
- Christian Abbiati
- Francesco Acerbi
- Luiz Adriano
- Demetrio Albertini
- Enrico Albertosi
- Alex
- David Allison
- José Altafini
- Amarildo
- Massimo Ambrosini
- Marco Amelia
- Carlo Ancelotti
- Antonio Angelillo
- Carlo Annovazzi
- Angelo Anquilletti
- Luca Antonelli
- Roberto Antonelli
- Giuseppe Antonini
- Luca Antonini
- Alberto Aquilani
- Pietro Arcari
- Roberto Ayala
- Carlos Bacca
- Roberto Baggio
- Tiemoué Bakayoko
- Mario Balotelli
- Franco Baresi
- Paolo Barison
- Gianangelo Barzan
- Marco van Basten
- Sergio Battistini
- Júlio Bavastro
- David Beckham
- Asmir Begović
- Romeo Benetti
- Andrea Bertolacci
- Aldo Bet
- Oliver Bierhoff
- Lucas Biglia
- Alberto Bigon
- Valter Birsa
- Jesper Blomqvist
- Kevin-Prince Boateng
- Zvonimir Boban
- Aldo Boffi
- Lorenzo Buffon
- Mark van Bommel
- Giacomo Bonaventura
- Daniele Bonera
- Giuseppe Bonizzoni
- Andrea Bonomi
- Leonardo Bonucci
- Stefano Borgonovo
- Fabio Borini
- Marco Borriello
- Antonio Bortoletti
- Cristian Brocchi
- Pietro Bronzini
- Ruben Buriani
- Renzo Burini
- Cafu
- Davide Calabria
- Hakan Çalhanoğlu
- Enrico Canfari
- Paolo Di Canio
- Fabio Capello
- Gino Cappello
- Riccardo Carapellese
- Antonio Cassano
- Samu Castillejo
- Alessio Cerci
- Aldo Cevenini
- Luciano Chiarugi
- Fulvio Collovati
- Nestor Combin
- Kévin Constant
- Andrea Conti
- Cosmin Contra
- Davide Corti
- Rui Costa
- Alessandro Costacurta
- Hernán Crespo
- Bryan Cristante
- Fabio Cudicini
- Patrick Cutrone
- Diogo Dalot
- Giuseppe Damiani
- Mario David
- Edgar Davids
- Marcel Desailly
- Brahim Díaz
- Dida
- Jack Diment
- Roberto Donadoni
- Gianluigi Donnarumma
- Urby Emanuelson
- Emerson
- Michael Essien
- Alberico Evani
- Giuseppe Favalli
- Mathieu Flamini
- Alessandro Florenzi
- Romano Fogli
- Paulo Futre
- Giuseppe Galderisi
- Carlo Galli
- Filippo Galli
- Giovanni Galli
- Maurizio Ganz
- Gennaro Gattuso
- Eric Gerets
- Giorgio Ghezzi
- Alcides Ghiggia
- Alberto Gilardino
- Olivier Giroud
- Federico Giunti
- Jimmy Greaves
- Gunnar Gren
- Ruud Gullit
- Kurt Hamrin
- Mark Hateley
- Louis Van Hege
- Thomas Helveg
- Théo Hernández
- Gonzalo Higuaín
- Keisuke Honda
- Klaas-Jan Huntelaar
- Hans Walter Imhoff
- Zlatan Ibrahimović
- Filippo Inzaghi
- Marek Jankulovski
- Nigel de Jong
- Joe Jordan
- Andreas Jungdal
- Roque Júnior
- Kacha Kaladse
- Pierre Kalulu
- Kaká
- Franck Kessié
- Herbert Kilpin
- Simon Kjær
- Patrick Kluivert
- Bojan Krkić
- Juraj Kucka
- Pietro Lana
- Gianluca Lapadula
- Brian Laudrup
- Martin Laursen
- Diego Laxalt
- Jens Lehmann
- Gianluigi Lentini
- Leonardo
- Nils Liedholm
- Manuel Locatelli
- Giovanni Lodetti
- Ezio Loik
- Diego López
- Maxi López
- Cesare Lovati
- Mario Magnozzi
- Saul Malatrasi
- Aldo Maldera
- Cesare Maldini
- Paolo Maldini
- Mario Mandžukić
- Daniele Massaro
- Alessandro Matri
- Giuseppe Meazza
- Soualiho Meïté
- Jérémy Ménez
- Alexander Merkel
- Djamel Mesbah
- Philippe Mexès
- Guido Moda
- Bruno Mora
- Ernesto Morandi
- Giovanni Moretti
- Arrigo Morselli
- Riccardo Montolivo
- Sulley Muntari
- Mateo Musacchio
- Alessandro Nesta
- Bruno N’Gotty
- M’Baye Niang
- Antonio Nocerino
- Gunnar Nordahl
- Walter Novellino
- Massimo Oddo
- Ricardo Oliveira
- Gabriel Paletta
- Alberto Paloschi
- Giuseppe Pancaro
- Christian Panucci
- Jean-Pierre Papin
- Lucas Paquetá
- Mario Pašalić
- Piero Pasinati
- Piero Pastore
- Alexandre Pato
- Andrea Pazzagli
- Giampaolo Pazzini
- Luigi Perversi
- Andrea Petagna
- Krzysztof Piątek
- Andrea Pirlo
- Gino Pivatelli
- Andrea Poli
- Pierino Prati
- Ettore Puricelli
- Gerolamo Radice
- Luigi Radice
- Adil Rami
- Ante Rebić
- Fernando Redondo
- Tijjani Reijnders
- Pepe Reina
- Carlo Rigotti
- Frank Rijkaard
- Rivaldo
- Gianni Rivera
- Giuseppe Rizzi
- Robinho
- Ricardo Rodríguez
- Alessio Romagnoli
- Francesco Romano
- Ronaldinho
- Ronaldo
- Roberto Rosato
- Giorgio Rossano
- Sebastiano Rossi
- Paolo Rossi
- Giuseppe Sabadini
- Marco Sala
- Sandro Salvadore
- Dino Sani
- Giuseppe Santagostino
- Riccardo Saponara
- Dejan Savićević
- Alessandro Scarioni
- Mattia De Sciglio
- Andrij Schewtschenko
- Juan Schiaffino
- Karl-Heinz Schnellinger
- Clarence Seedorf
- Serginho
- Abdon Sgarbi
- Stephan El Shaarawy
- André Silva
- Thiago Silva
- Matías Silvestre
- Marco Simone
- Sokratis
- Francesco Soldera
- Angelo Sormani
- José Ernesto Sosa
- Jaap Stam
- Marco Storari
- Giovanni Stroppa
- Suso
- Adel Taarabt
- Taye Taiwo
- Mauro Tassotti
- Max Tobias
- Paolo Todeschini
- Omero Tognon
- Jon Dahl Tomasson
- Sandro Tonali
- Fernando Torres
- Giovanni Trapattoni
- Attilio Trerè
- Amedeo Varese
- Ferruccio Valcareggi
- Renzo De Vecchi
- Walter De Vecchi
- Jherson Vergara
- Santiago Vernazza
- Patrick Vieira
- Pietro Paolo Virdis
- Paul Arnold Walty
- George Weah
- Ray Wilkins
- Mario Yepes
- Cristian Zaccardo
- Francesco Zagatti
- Gianluca Zambrotta
- Cristián Zapata
- Christian Ziege

### Spielerrekorde
Stand: Saisonende 2024/25; Fettgedruckte Spieler sind noch aktiv. Angegeben sind alle Pflichtspiele und -tore.

#### Rekordspieler

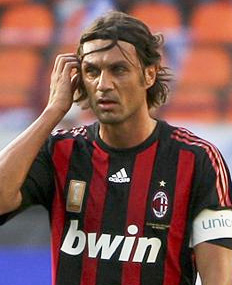
Paolo Maldini

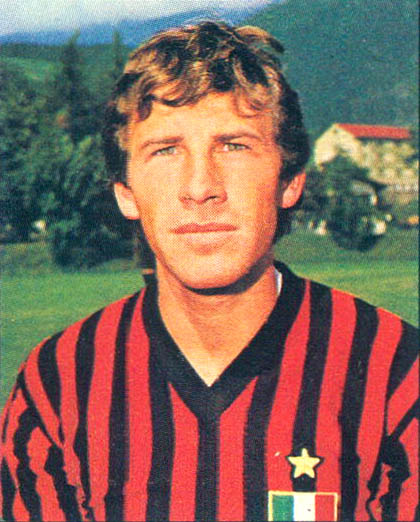
Franco Baresi

- In allen Wettbewerben: Paolo Maldini, 902.[88][89]
- Italienische Liga: Paolo Maldini, 647.
- Italienischer Pokal: Franco Baresi, 97.[90]
- Italienischer Supercup: Alessandro Costacurta, 6; Paolo Maldini 6.
- Europapokal: Paolo Maldini, 168.
- Jüngster Spieler der 1. Mannschaft: Francesco Camarda, 15 Jahre und 260 Tage (gegen AC Florenz, 25. November 2023).[91]
- Jüngster Spieler in der UEFA Champions League: Bryan Cristante, 16 Jahre und 279 Tage (gegen FC Viktoria Plzeň, 6. Dezember 2011).[92]
- Ältester Spieler der 1. Mannschaft: Zlatan Ibrahimović, 41 Jahre und 166 Tage (gegen Udinese Calcio, 18. März 2023).
- Längste Karriere im Verein: Paolo Maldini, 24 Jahre und 132 Tage (20. Januar 1985 bis 31. Mai 2009).
- Nach den Karriereenden von Franco Baresi und Paolo Maldini wurden deren Rückennummern aufgrund der Verdienste und Treue zum Verein bis auf weiteres nicht mehr vergeben.[93]

| Einsätze | Einsätze              | Einsätze            | Einsätze | Einsätze | Einsätze    | Einsätze | Einsätze |
|          | Name                  | Zeitraum            | Liga     | Pokal    | Europapokal | Sonstige | Gesamt   |
| -------- | --------------------- | ------------------- | -------- | -------- | ----------- | -------- | -------- |
| 01       | Paolo Maldini         | 1984–2009           | 647      | 72       | 168         | 15       | 902      |
| 02       | Franco Baresi         | 1977–1997           | 532      | 97       | 75          | 15       | 719      |
| 03       | Alessandro Costacurta | 1986–2007           | 458      | 78       | 116         | 11       | 663      |
| 04       | Gianni Rivera         | 1960–1979           | 501      | 74       | 76          | 7        | 658      |
| 05       | Mauro Tassotti        | 1980–1997           | 429      | 75       | 64          | 15       | 583      |
| 06       | Massimo Ambrosini     | 1995–1997 1998–2013 | 344      | 37       | 99          | 9        | 489      |
| 07       | Gennaro Gattuso       | 1999–2012           | 335      | 26       | 101         | 6        | 468      |
| 08       | Clarence Seedorf      | 2002–2012           | 300      | 25       | 102         | 5        | 432      |
| 09       | Angelo Anquilletti    | 1966–1977           | 278      | 71       | 62          | 7        | 418      |
| 10       | Cesare Maldini        | 1954–1966           | 347      | 9        | 42          | 14       | 412      |

#### Rekordtorschützen

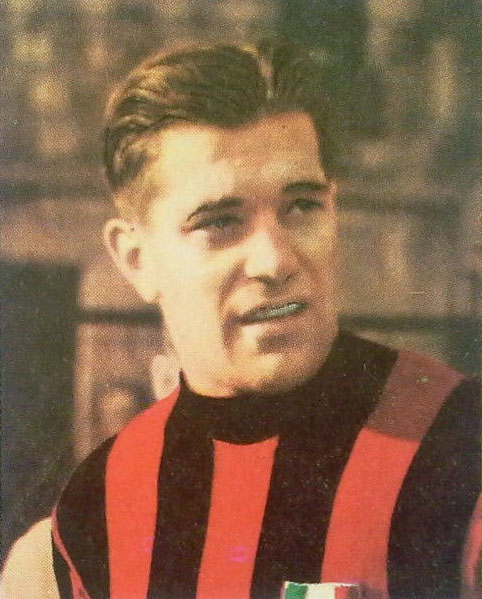
Gunnar Nordahl

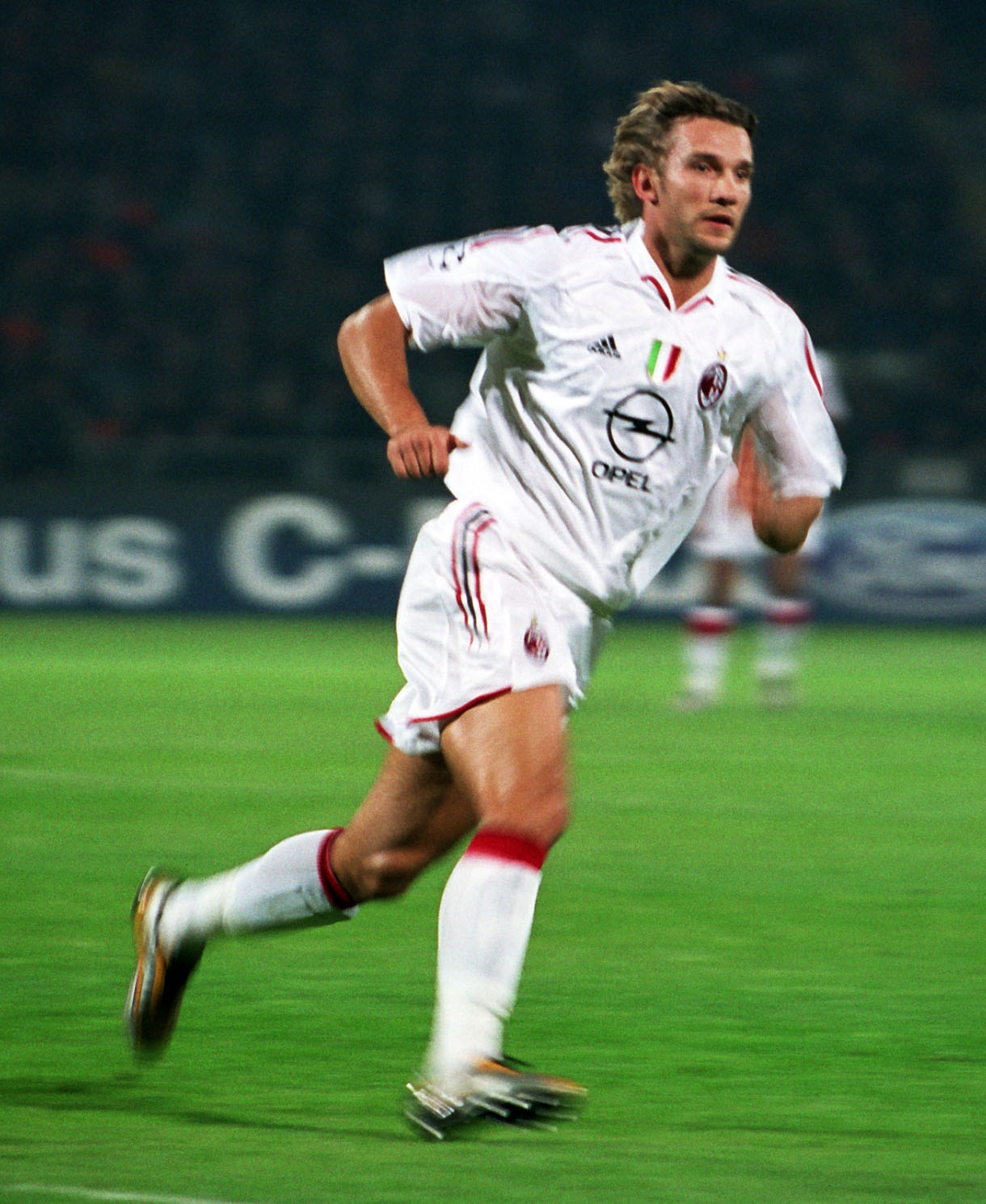
Andrij Schewtschenko

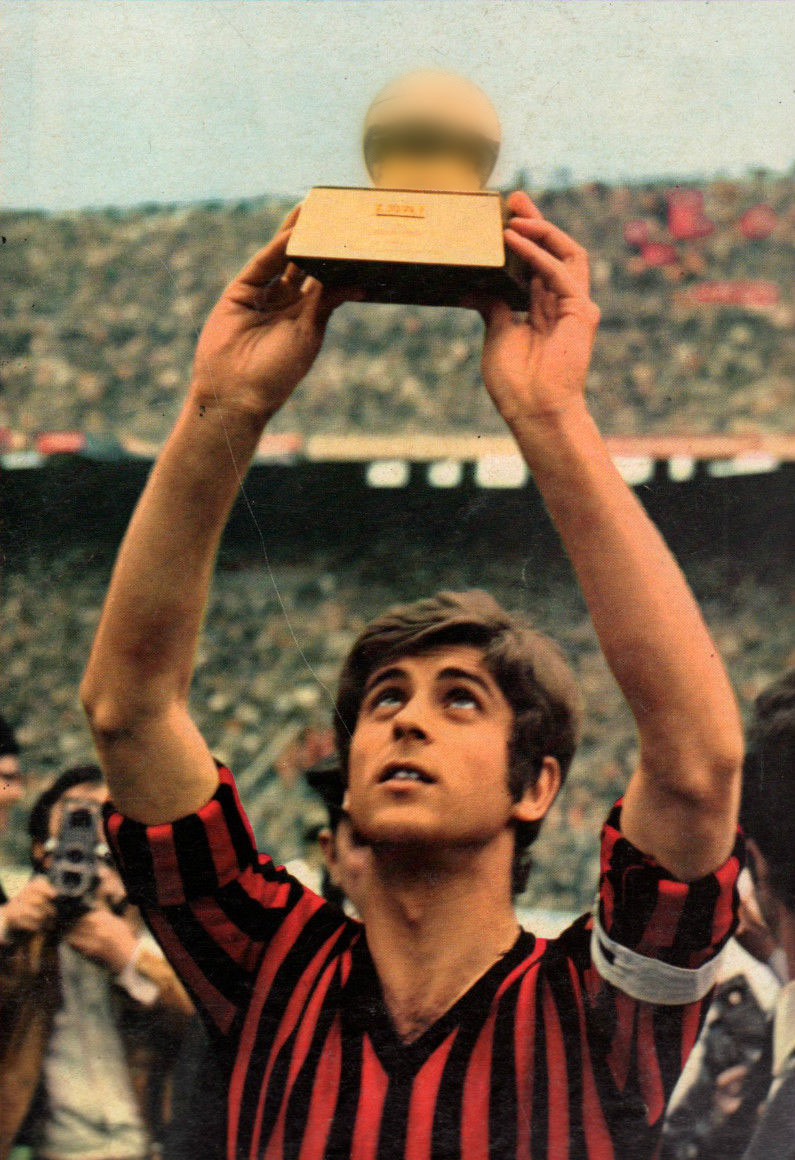
Gianni Rivera

- In allen Wettbewerben: Gunnar Nordahl, 221.[88][94]
- Italienische Liga: Gunnar Nordahl, 210.
- Italienischer Pokal: Gianni Rivera, 28.[95]
- Italienischer Supercup: Andrij Schewtschenko, 3.
- Europapokal: Filippo Inzaghi, 41.
- Meiste Tore in einer Saison: Gunnar Nordahl, 38 (1950/51).
- Die meisten Spiele ohne Treffer: Luigi Perversi, 341.[96]
- Jüngster Torschütze: Gianni Rivera, 17 Jahre und 80 Tage (gegen Juventus Turin, 6. November 1960).
- Ältester Torschütze: Zlatan Ibrahimović, 41 Jahre und 166 Tage (gegen Udinese Calcio, 18. März 2023).[97]
- Schnellstes Tor in der Geschichte der Serie A: Rafael Leão, 6,76 Sekunden (gegen US Sassuolo Calcio, 20. Dezember 2020).[98]

| Tore | Tore                  | Tore                | Tore | Tore  | Tore        | Tore     | Tore   |
|      | Name                  | Zeitraum            | Liga | Pokal | Europapokal | Sonstige | Gesamt |
| ---- | --------------------- | ------------------- | ---- | ----- | ----------- | -------- | ------ |
| 01   | Gunnar Nordahl        | 1949–1956           | 210  | 0     | 04          | 07       | 221    |
| 02   | Andrij Schewtschenko  | 1999–2006 2008–2009 | 127  | 07    | 38          | 04       | 175    |
| 03   | Gianni Rivera         | 1960–1979           | 122  | 28    | 13          | 01       | 164    |
| 04   | José Altafini         | 1958–1965           | 120  | 09    | 20          | 12       | 161    |
| 05   | Aldo Boffi            | 1936–1945           | 109  | 22    | 0           | 0        | 131    |
| 06   | Filippo Inzaghi       | 2001–2012           | 073  | 10    | 41          | 02       | 126    |
| 07   | Marco van Basten      | 1987–1995           | 090  | 13    | 17          | 02       | 124    |
| 08   | Giuseppe Santagostino | 1921–1932           | 103  | 02    | 0           | 01       | 106    |
| 09   | Kaká                  | 2003–2009 2013–2014 | 077  | 0     | 25          | 02       | 104    |
| 10   | Pierino Prati         | 1966–1973           | 072  | 14    | 16          | 0 0      | 102    |

### Spielführer

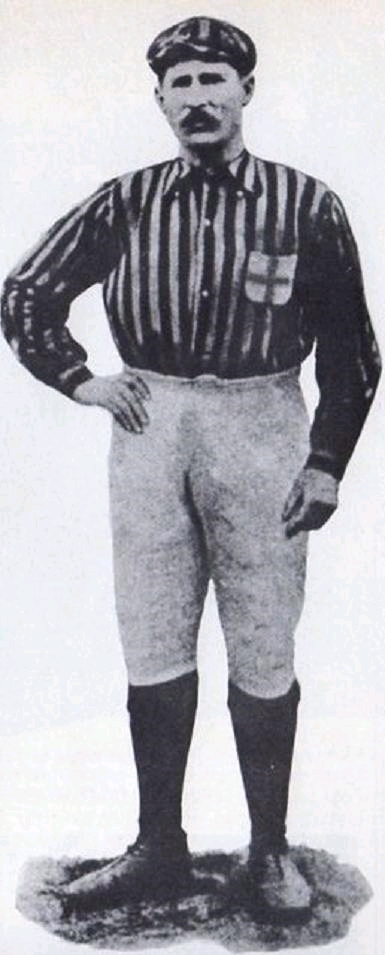
Herbert Kilpin

| Spielführer | Spielführer          |
| Amtszeit    | Name                 |
| ----------- | -------------------- |
| 1899–1900   | David Allison        |
| 1901–1907   | Herbert Kilpin       |
| 1908–1909   | Gerolamo Radice      |
| 1909–1910   | Guido Moda           |
| 1910–1911   | Max Tobias           |
| 1911–1913   | Giuseppe Rizzi       |
| 1913–1915   | Louis Van Hege       |
| 1915–1916   | Marco Sala           |
| 1916–1919   | Aldo Cevenini        |
| 1919–1921   | Alessandro Scarioni  |
| 1921–1922   | Cesare Lovati        |
| 1922–1924   | Francesco Soldera    |
| 1924–1926   | Pietro Bronzini      |
| 1926–1927   | Gianangelo Barzan    |
| 1927–1929   | Abdon Sgarbi         |
| 1928–1930   | Alessandro Schienoni |

| Spielführer | Spielführer        |
| Amtszeit    | Name               |
| ----------- | ------------------ |
| 1930–1933   | Mario Magnozzi     |
| 1934–1936   | Giuseppe Bonizzoni |
| 1936–1939   | Luigi Perversi     |
| 1939–1940   | Giuseppe Bonizzoni |
| 1940–1941   | Bruno Arcari       |
| 1941–1942   | Giuseppe Meazza    |
| 1942–1944   | Giuseppe Antonini  |
| 1944–1945   | Paolo Todeschini   |
| 1945–1949   | Giuseppe Antonini  |
| 1949–1952   | Andrea Bonomi      |
| 1952–1953   | Carlo Annovazzi    |
| 1953–1954   | Omero Tognon       |
| 1954–1956   | Gunnar Nordahl     |
| 1956–1961   | Nils Liedholm      |
| 1961        | Francesco Zagatti  |
| 1961–1966   | Cesare Maldini     |

| Spielführer | Spielführer        |
| Amtszeit    | Name               |
| ----------- | ------------------ |
| 1966–1975   | Gianni Rivera      |
| 1975–1976   | Romeo Benetti      |
| 1976–1979   | Gianni Rivera      |
| 1979–1980   | Albertino Bigon    |
| 1980–1981   | Aldo Maldera       |
| 1981–1982   | Fulvio Collovati   |
| 1982–1997   | Franco Baresi      |
| 1997–2009   | Paolo Maldini      |
| 2009–2013   | Massimo Ambrosini  |
| 2013–2017   | Riccardo Montolivo |
| 2017–2018   | Leonardo Bonucci   |
| 2018–2022   | Alessio Romagnoli  |
| 2022–2025   | Davide Calabria    |
| 2025–       | Mike Maignan       |

### Hall of Fame
Die folgenden Spieler wurden aufgrund ihrer Leistungen für den Verein in die AC Milan Hall of Fame aufgenommen.
- Demetrio Albertini
- José Altafini
- Massimo Ambrosini
- Carlo Ancelotti
- Carlo Annovazzi
- Angelo Anquilletti
- Giuseppe Antonini
- Pietro Arcari
- Roberto Baggio
- Franco Baresi
- Sergio Battistini
- David Beckham
- Aldo Bet
- Oliver Bierhoff
- Aldo Boffi
- Zvonimir Boban
- Andrea Bonomi
- Lorenzo Buffon
- Ruben Buriani
- Renzo Burini
- Cafu
- Fabio Capello
- Aldo Cevenini
- Luciano Chiarugi
- Nestor Combin
- Rui Costa
- Alessandro Costacurta
- Fabio Cudicini
- Marcel Desailly
- Dida
- Roberto Donadoni
- Alberico Evani
- Carlo Galli
- Filippo Galli
- Giovanni Galli
- Gennaro Gattuso
- Gunnar Gren
- Ruud Gullit
- Mark Hateley
- Louis Van Hege
- Zlatan Ibrahimović
- Filippo Inzaghi
- Joe Jordan
- Kaká
- Kacha Kaladse
- Herbert Kilpin
- Leonardo
- Nils Liedholm
- Giovanni Lodetti
- Cesare Lovati
- Aldo Maldera
- Cesare Maldini
- Paolo Maldini
- Daniele Massaro
- Ernesto Morandi
- Giovanni Moretti
- Alessandro Nesta
- Gunnar Nordahl
- Walter Novellino
- Alexandre Pato
- Luigi Perversi
- Andrea Pirlo
- Pierino Prati
- Ettore Puricelli
- Luigi Radice
- Frank Rijkaard
- Gianni Rivera
- Ronaldinho
- Ronaldo
- Roberto Rosato
- Sebastiano Rossi
- Marco Sala
- Dino Sani
- Giuseppe Santagostino
- Dejan Savićević
- Alessandro Scarioni
- Juan Schiaffino
- Karl-Heinz Schnellinger
- Clarence Seedorf
- Serginho
- Andrij Schewtschenko
- Thiago Silva
- Marco Simone
- Francesco Soldera
- Angelo Sormani
- Mauro Tassotti
- Omero Tognon
- Giovanni Trapattoni
- Attilio Trerè
- Marco van Basten
- Renzo De Vecchi
- Pietro Paolo Virdis
- George Weah
- Ray Wilkins
- Francesco Zagatti

### Spiel- und Wettbewerbs-Statistiken
| National                                                       | National | National | National      | National    | National | National  | National |
| Wettbewerb                                                     | Spiele   | Siege    | Unentschieden | Niederlagen | Tore     | Gegentore |          |
| -------------------------------------------------------------- | -------- | -------- | ------------- | ----------- | -------- | --------- | -------- |
| Serie A                                                        | 3132     | 1525     | 910           | 697         | 5146     | 3233      |          |
| Italienische Fußballmeisterschaft (vor Einführung der Serie A) | 380      | 191      | 70            | 119         | 823      | 544       |          |
| Serie B                                                        | 76       | 37       | 30            | 9           | 126      | 65        |          |
| Italienischer Pokal                                            | 393      | 203      | 102           | 88          | 669      | 382       |          |
| Italienischer Supercup                                         | 14       | 7        | 3             | 4           | 21       | 17        |          |
| Torneo Estivo                                                  | 3        | 0        | 1             | 2           | 2        | 5         |          |
| Kriegsmeisterschaften (1933–1945)                              | 81       | 47       | 13            | 21          | 177      | 101       |          |
| Play-offs                                                      | 5        | 2        | 3             | 0           | 7        | 5         |          |
| Gesamt National                                                | 4084     | 2012     | 1132          | 940         | 6971     | 4352      |          |
| International                                                  |          |          |               |             |          |           |          |
| Wettbewerb                                                     | Spiele   | Siege    | Unentschieden | Niederlagen | Tore     | Gegentore |          |
| Europapokal der Landesmeister / UEFA Champions League          | 283      | 138      | 71            | 74          | 457      | 274       |          |
| UEFA-Pokal / UEFA Europa League                                | 107      | 56       | 23            | 28          | 184      | 111       |          |
| Europapokal der Pokalsieger                                    | 30       | 17       | 10            | 3           | 47       | 20        |          |
| UEFA Super Cup                                                 | 12       | 7        | 3             | 2           | 13       | 11        |          |
| Weltpokal / FIFA-Klub-Weltmeisterschaft                        | 12       | 6        | 1             | 5           | 22       | 17        |          |
| Messestädte-Pokal                                              | 13       | 5        | 3             | 5           | 11       | 13        |          |
| Mitropacup                                                     | 10       | 5        | 2             | 3           | 13       | 9         |          |
| Coppa Latina                                                   | 10       | 7        | 0             | 3           | 30       | 22        |          |
| Coppa dell’Amicizia                                            | 16       | 10       | 3             | 3           | 45       | 23        |          |
| Alpenpokal                                                     | 5        | 1        | 2             | 2           | 3        | 3         |          |
| Gesamt International                                           | 498      | 252      | 118           | 128         | 825      | 503       |          |
| Stand: Saisonende 2024/25                                      |          |          |               |             |          |           |          |

 Spiele 
- Erstes Spiel – 2:0 gegen SEF Mediolanum, Medaglia del Re, 11. März 1900.
- Erstes Meisterschaftsspiel – 0:3 gegen F.B.C. Torinese, 15. April 1900.
- Erstes Pokalspiel – 7:1 gegen Rivalorese, 6. Januar 1927.
- Erstes Europapokalspiel – 3:4 gegen 1. FC Saarbrücken, Europapokal der Landesmeister, 1. November 1955.

 Siege 
- Die meisten Meisterschaftssiege in einer Saison – 28 in 38 Spielen, (2005/06)
- Die wenigsten Meisterschaftssiege in einer Saison – 5 in 30 Spielen, (1976/77)
- Höchster Meisterschaftssieg – 9:0 gegen US Palermo, Serie A, 18. Februar 1951
- Höchster Coppa-Italia-Sieg – 8:1 gegen Calcio Padova, 13. September 1958
- Höchster Sieg im Europapokal – 8:0 gegen Union Luxemburg, 12. September 1962 Europapokal der Landesmeister

 Niederlagen 
- Die meisten Meisterschaftsniederlagen – 15 in 34 Spielen, (1930/31)
- Die wenigsten Meisterschaftsniederlagen – ungeschlagen in 34 Spielen, (1991/92)
- Höchste Meisterschaftsniederlage – 0:5 gegen AS Rom, 3. Mai 1998, 0:5 gegen Atalanta Bergamo, 22. Dezember 2019
- Höchste Coppa-Italia-Niederlage – 0:5 gegen AC Florenz, 13. April 1940, 0:5 gegen FC Turin, 16. Mai 1943
- Höchste Niederlage im Europapokal – 0:6 gegen Ajax Amsterdam, 16. Januar 1974 Europäischer Supercup

 Tore 
- Die meisten in einer Meisterschaftssaison erzielten Tore – 118 in 38 Spielen, (1949/50)
- Die wenigsten in einer Meisterschaftssaison erzielten Tore – 21 in 30 Spielen, (1981/82)
- Die meisten Gegentore in einer Saison – 62 in 34 Spielen, (1932/33)
- Die wenigsten Gegentore in einer Saison – 12 in 30 Spielen, (1968/69)

 Punkte 
- Die meisten Punkte in einer Saison (2 pro Sieg) – 60 in 38 Spielen, (1950/51)
- Die wenigsten Punkte in einer Saison (2 pro Sieg) – 24 in 30 Spielen, (1981/82)
- Die meisten Punkte in einer Saison (3 pro Sieg) – 82 in 34 Spielen, (2003/04), 86 in 38 Spielen, (2021/22),
- Die wenigsten Punkte in einer Saison (3 pro Sieg) – 43 in 34 Spielen, (1996/97)

### Trainerhistorie

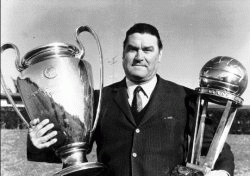
Nereo Rocco, der erfolgreichste Trainer in der Geschichte der AC Milan mit 10 gewonnenen Titeln

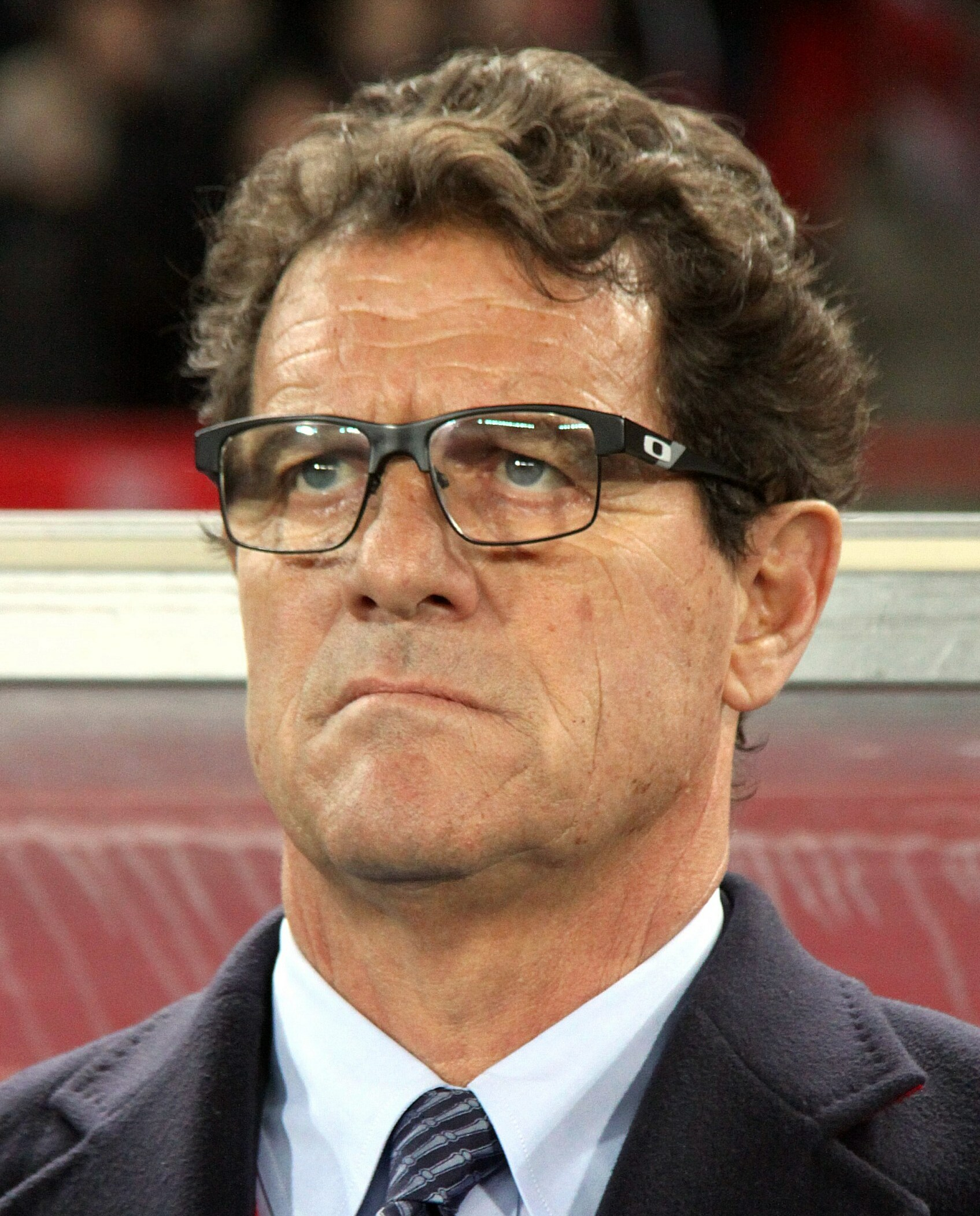
Fabio Capello

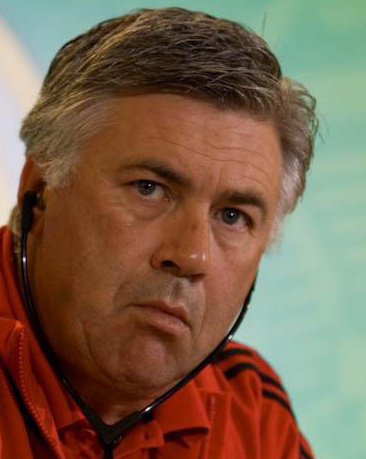
Carlo Ancelotti

- Erster Trainer: Herbert Kilpin, von 1899 bis 1906.[102]
- Längste Amtszeiten:
  - Eine Amtszeit: Carlo Ancelotti, 7 Jahre und 236 Tage, vom 6. November 2001 bis 30. Juni 2009.[103]
  - Mehrere Amtszeiten: Nereo Rocco, 9 Jahre und 161 Tage, zwischen 1961 und 1974 in vier Amtszeiten als Trainer, später von 1975 bis 1977 in zwei Amtszeiten als Technischer Direktor.[104]
- Die meisten Spiele als Trainer: Nereo Rocco trainierte den Verein über 459 Spiele (323 als Trainer und 136 als Technischer Direktor).

| Cheftrainer | Cheftrainer                   |
| Amtszeit    | Name                          |
| ----------- | ----------------------------- |
| 1899–1906   | Herbert Kilpin                |
| 1906–1907   | Daniele Angeloni              |
| 1907–1910   | technische Kommission         |
| 1910–1911   | Giovanni Camperio             |
| 1911–1914   | technische Kommission         |
| 1915–1922   | Guido Moda                    |
| 1922–1924   | Ferdi Oppenheim               |
| 1924–1926   | Vittorio Pozzo                |
| 1926        | Guido Moda                    |
| 1926–1928   | Herbert Burgess               |
| 1928–1931   | Engelbert König               |
| 1931–1933   | József Bánás                  |
| 1933–1934   | József Viola                  |
| 1934–1937   | Adolfo Baloncieri             |
| 1937        | William Garbutt               |
| 1937–1938   | Hermann Felsner, József Bánás |
| 1938–1940   | József Viola                  |
| 1940–1941   | Guido Ara, Antonio Busini     |
| 1941–1943   | Mario Magnozzi                |
| 1943–1945   | Giuseppe Santagostino         |
| 1946        | Adolfo Baloncieri             |
| 1946–1949   | Giuseppe Bigogno              |
| 1949–1952   | Lajos Czeizler                |
| 1952        | Gunnar Gren                   |
| 1952–1953   | Mario Sperone                 |

| Cheftrainer | Cheftrainer         |
| Amtszeit    | Name                |
| ----------- | ------------------- |
| 1953–1954   | Béla Guttmann       |
| 1954        | Antonio Busini      |
| 1954–1956   | Ettore Puricelli    |
| 1957–1960   | Giuseppe Viani      |
| 1960–1961   | Paolo Todeschini    |
| 1961–1963   | Nereo Rocco         |
| 1963–1964   | Luis Carniglia      |
| 1963–1966   | Nils Liedholm       |
| 1966        | Giovanni Cattozzo   |
| 1966–1967   | Arturo Silvestri    |
| 1967–1972   | Nereo Rocco         |
| 1973–1974   | Cesare Maldini      |
| 1974        | Giovanni Trapattoni |
| 1974–1975   | Gustavo Giagnoni    |
| 1975        | Nereo Rocco         |
| 1975–1976   | Paolo Barison       |
| 1976        | Giovanni Trapattoni |
| 1976–1977   | Giuseppe Marchioro  |
| 1977        | Nereo Rocco         |
| 1977–1979   | Nils Liedholm       |
| 1979–1981   | Massimo Giacomini   |
| 1981        | Italo Galbiati      |
| 1981–1982   | Luigi Radice        |
| 1982        | Italo Galbiati      |
| 1982        | Francesco Zagatti   |
| 1982–1984   | Ilario Castagner    |

| Cheftrainer | Cheftrainer          |
| Amtszeit    | Name                 |
| ----------- | -------------------- |
| 1984        | Italo Galbiati       |
| 1984–1987   | Nils Liedholm        |
| 1987        | Fabio Capello        |
| 1987–1991   | Arrigo Sacchi        |
| 1991–1996   | Fabio Capello        |
| 1996        | Óscar Tabárez        |
| 1996–1997   | Giorgio Morini       |
| 1997        | Arrigo Sacchi        |
| 1997–1998   | Fabio Capello        |
| 1998–2001   | Alberto Zaccheroni   |
| 2001        | Cesare Maldini       |
| 2001        | Fatih Terim          |
| 2001–2009   | Carlo Ancelotti      |
| 2009–2010   | Leonardo             |
| 2010–2014   | Massimiliano Allegri |
| 2014        | Clarence Seedorf     |
| 2014–2015   | Filippo Inzaghi      |
| 2015–2016   | Siniša Mihajlović    |
| 2016        | Cristian Brocchi     |
| 2016–2017   | Vincenzo Montella    |
| 2017–2019   | Gennaro Gattuso      |
| 2019        | Marco Giampaolo      |
| 2019–2024   | Stefano Pioli        |
| 2024        | Paulo Fonseca        |
| 2024–2025   | Sérgio Conceição     |
| 2025–       | Massimiliano Allegri |

### Präsidentenhistorie
| Präsidenten | Präsidenten        |
| Amtszeit    | Name               |
| ----------- | ------------------ |
| 1899–1908   | Alfred Edwards     |
| 1908–1929   | Pietro Pirelli     |
| 1929–1933   | Luigi Ravasco      |
| 1933–1936   | Mario Bernazzoli   |
| 1936–1938   | Pietro Annoni      |
| 1938–1939   | Emilio Colombo     |
| 1939–1940   | Achille Invernizzi |
| 1940–1954   | Umberto Trabattoni |
| 1954–1963   | Andrea Rizzoli     |
| 1963–1966   | Felice Riva        |
| 1966–1967   | Luigi Carraro      |
| 1967–1971   | Franco Carraro     |
| 1971–1972   | Federico Sordillo  |
| 1972–1975   | Albino Buticchi    |

| Präsidenten | Präsidenten       |
| Amtszeit    | Name              |
| ----------- | ----------------- |
| 1975–1976   | Bruno Pardi       |
| 1976–1977   | Vittorio Duina    |
| 1977–1980   | Felice Colombo    |
| 1980–1982   | Gaetano Morazzoni |
| 1982–1986   | Giuseppe Farina   |
| 1986        | Rosario Lo Verde  |
| 1986–2004   | Silvio Berlusconi |
| 2004–2006   | Adriano Galliani  |
| 2006–2008   | Silvio Berlusconi |
| 2008–2017   | Adriano Galliani  |
| 2017–2018   | Li Yonghong       |
| 2018–       | Paolo Scaroni     |

## Zweite Mannschaft (Milan Futuro)

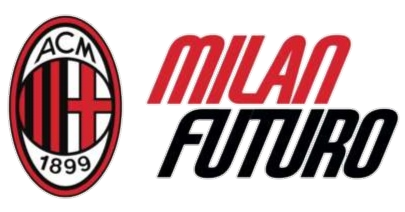
Logo der 2. Mannschaft.

Die zweite Mannschaft der AC Mailand, auch bekannt als AC Mailand U23 oder Milan Futuro („Mailands Zukunft“), wurde am 27. Juni 2024 in die Serie C aufgenommen. Damit übernahm die Mannschaft den Startplatz der US Ancona 1905, welche wegen finanzieller Unregelmäßigkeiten aus der Serie C ausgeschlossen wurde. Nach Juventus Turin und Atalanta Bergamo ist die AC Mailand damit der dritte Verein in Italien mit einer Zweitvertretung in der Serie C. Durch die zweite Mannschaft soll in enger Zusammenarbeit mit der ersten Mannschaft die Kontinuität der Jugendausbildung ab der Primavera-Jugendmannschaft weiter vorangetrieben werden. Die Heimspiele trägt die Mannschaft im Stadio Felice Chinetti in der Gemeinde Solbiate Arno im Norden von Mailand aus. Erster Trainer der neu gegründeten Mannschaft wurde Ex-Spieler Daniele Bonera, welcher in den vorherigen Jahren bereits im Trainerteam der ersten Mannschaft tätig war. Nach einem schwachen Saisonverlauf und einer Platzierung auf dem 18. Tabellenplatz musste Bonera bereits Ende Februar 2025 sein Amt räumen und wurde durch Massimo Oddo ersetzt. Auch unter dem neuen Trainer konnte die Mannschaft nicht regelmäßiger Punkten und musste in den Play-outs gegen SPAL Ferrara den Abstieg in die Serie D hinnehmen.
| Saison  | Liga (Ligahöhe)           | Platz | S | U  | N  | Tore  | Punkte | Pokal                                |
| ------- | ------------------------- | ----- | - | -- | -- | ----- | ------ | ------------------------------------ |
| 2024/25 | Serie C, Gruppe B (III) ▼ | 18.   | 7 | 13 | 18 | 36:57 | 34     | Viertelfinale (Coppa Italia Serie C) |
| 2025/26 | Serie D, Gruppe B (IV)    | …     | … | …  | …  | …     | …      | … (Coppa Italia Serie D)             |

## Mannschaft der Frauen
Die Frauenfußballabteilung der AC Mailand besteht seit 2018 und spielt durch die Übernahme der Startrechte der ACF Brescia seit der Saison 2018/19 in der Serie A. Die Spielzeit 2020/21 war dabei die bisher erfolgreichste, welche die Mannschaft auf dem 2. Tabellenplatz abschloss und zudem das Pokalfinale erreichen konnte.